# Bucarest
Bucarest (en rumano: București, /bu.kuˈreʃtʲ/ⓘ) es la capital y ciudad más poblada de Rumania, así como su principal centro industrial, comercial y cultural. Está ubicada en el sureste del país a orillas del río Dâmbovița. Cuenta con 2 400 000 habitantes, según datos del censo de 2016, lo que la convierte en la quinta ciudad más poblada de la Unión Europea.
La ciudad fue mencionada por primera vez en documentos escritos a comienzos de 1459 y desde entonces ha pasado por muchos cambios. En 1862 fue designada capital de Rumania lo que hizo que se transformara en el centro nacional cultural, económico y comunicacional.
Su armónica arquitectura mezcla estilos neoclásicos, de entreguerras (Bauhaus y Art Deco), comunista y moderno. En el periodo de entreguerras, la arquitectura de la ciudad y la sofisticación de sus élites le valieron a Bucarest el apodo de "Pequeña París" (Micul París). A pesar de que muchos edificios y distritos del centro fueron dañados o destruidos por la guerra, terremotos y el programa de sistematización de Nicolae Ceaușescu, la mayoría permanecen en pie.
Económicamente, la ciudad es la más próspera de Rumania y es uno de los principales centros industriales y de transporte de Europa del Este, aunque aun en la actualidad se aprecian vestigios del régimen comunista de Ceausescu.
La superficie total de Bucarest es de 226 km². Hasta 1989, las zonas circundantes eran principalmente rurales, pero tras la Revolución Rumana se comenzaron a construir nuevos vecindarios a su alrededor. Administrativamente, la ciudad se denomina Municipio de Bucarest (Municipiul București). Tiene el mismo nivel administrativo que un distrito y está dividida en seis sectores.

## Etimología
El nombre de Bucarest tiene un origen incierto. La tradición conecta la fundación de Bucarest con el nombre de Bucur, que era un príncipe, un proscrito, un pescador, un pastor o un cazador, de acuerdo con  leyendas. En rumano, la raíz Bucur significa 'alegría' o 'felicidad' y se cree que es de origen dacio.
Hay otros orígenes etimológicos dados por los primeros estudiosos, incluyendo el del viajero otomano Evliya Çelebi, quien dijo que Bucarest fue nombrado por un tal Ebu-Karis, de la tribu de Beni-Kureiş. En 1781, Franz Sulzer afirmó que está relacionado con bucurie ('alegría'), bucuros ('alegre'), bucura ('convertirse en gozoso'), mientras que un libro de principios del siglo XIX publicado en Viena afirmó que el nombre deriva de bukovie, bosque de hayas.
El sufijo -ești es el más común entre los topónimos de Rumanía, y es la forma plural del sufijo posesivo -escu, usado en nombres y apellidos (Ionescu, Popescu, etc.).

## Historia

### Prehistoria e historia temprana
Los resultados de las investigaciones arqueológicas demuestran que el territorio en el que se encuentra Bucarest ha estado habitado ininterrumpidamente desde el Paleolítico (astillas de sílex talladas, un «núcleo» de sílex descubierto en la orilla del lago Fundeni, las canteras de arena de Pantelimon, las colinas de Mihai-Vodă y Radu-Vodă). Se desenterraron numerosos asentamientos neolíticos; se encontraron vestigios de la cultura Dudești en Dudești, en la orilla del lago Cernica, en la orilla del lago Fundeni, etc. Se encontraron vestigios de la cultura Boian en Glina, Dudești, Cățelu, Bucureștii-Noi, Giulești, Dealul Spirei, Pantelimon. En Cernica se encontró una de las mayores necrópolis de Europa de la época boia. En las tumbas también se descubrieron «perlas» de mineral de cobre, las más antiguas del país y entre las más antiguas de Europa.
Del periodo de la cultura Gumelnița se encontraron asentamientos en Glina, Jilava, Măgurele, etc. En Chitila se descubrió un brazalete de latón con cabezas en forma de serpiente. Este tipo de brazalete fue el origen de otros brazaletes con cabezas de serpiente fabricados posteriormente. Esto confirma la opinión de los historiadores Vasile Pârvan y Nicolae Iorga de que el arte de los traco-dacios se originó milenios antes.
Se han descubierto vestigios de la cultura Tei (segunda Edad del Bronce): cubos de bronce, cuchillos, agujas, puntas de flecha, etc., de la Edad del Hierro, sobre todo de la segunda parte de la Edad del Hierro, que coincide con el inicio de la cultura greto-daca. En Bălăceanca se descubrieron dos asentamientos con diez caseríos y seis viviendas de superficie. Bajo el monasterio de Mihai Voda se hallaron rastros de una larga habitación. Se encontraron: hornos para cocer ollas, vasijas dacianas, una moneda de la época del emperador romano Galieno, soperas, molinillos giratorios, etc.
Descubrimientos del siglo IV confirman la coexistencia de poblaciones dácicas en la zona de la capital con los godos y sármatas de la rama alana, y que hubo relaciones con los romanos. A partir de los siglos VI-VII, en las orillas de los ríos Colentina y Dâmbovița, se descubrieron semiorcas de una sola habitación, con hornos de cocina y algunos objetos domésticos y de cerámica. En los siglos X-XIV se encontraron vestigios de asentamientos en las orillas de todos los ríos de la zona, aldeas con hornos de cocina y calefacción, cerámica fina, monedas, vestigios de la cultura Dridu. En Pipera, en Bucarest Noi, en el Mercado de las Flores, en Crângași y en Giuleștii-Sârbi, se descubrieron asentamientos de la antigua población rumana de los siglos X-XI, y en el bosque de Pantelimon, a orillas del lago Tei, asentamientos de los siglos XII-XIV. Desde el siglo XV, los testimonios arqueológicos se completan con fuentes escritas.

### Establecimiento
La historia de Bucarest ha alternado periodos de desarrollo y decadencia de los primeros asentamientos de la Antigüedad y hasta su consolidación como capital de Rumania a mediados del siglo XIX.

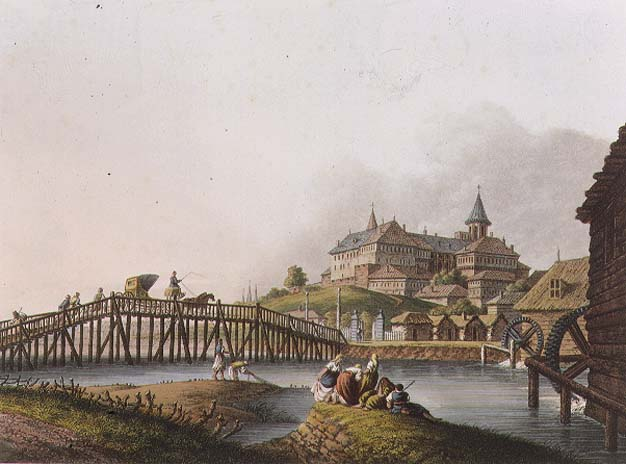
Molinos de agua del Dâmboviţa a las afueras de Bucarest, con Dealul Spirii y el monasterio de Mihai Vodă de fondo (1837).

Mencionada por primera vez como la Ciudadela de Bucarest, en 1459, se convirtió en residencia del príncipe de Valaquia Vlad Tepes. Los otomanos nombraron administradores de la ciudad a los griegos a comienzos del siglo XVIII. Una revuelta liderada por Tudor Vladimirescu en 1821 puso fin a la dominación de los griegos de Constantinopla en la ciudad.
La antigua Corte del Príncipe (Curtea Veche) fue construida por Mircea Ciobanul, y bajo gobernantes posteriores, Bucarest fue establecida como residencia de verano de la corte, compitiendo con Târgoviște como capital del Estado después de un aumento de la importancia del sur de Muntenia provocada por las demandas del poder soberano. Bucarest se convirtió en sede permanente de la corte de Valaquia en 1698 (empezando con el reinado de Constantin Brâncoveanu).
Parcialmente destruida por desastres naturales y reconstruida varias veces durante los siguientes 200 años, y golpeada por la plaga de Caragea, una peste bubónica en 1813-1814, la ciudad fue arrebatada del control otomano y ocupada en varios intervalos por parte de la monarquía de los Habsburgo (1716, 1737, 1789) y el Imperio ruso (tres veces entre 1768 y 1806). Estuvo bajo administración rusa entre 1828 y la guerra de Crimea, con un interludio durante la Revolución de Valaquia de 1848 en Bucarest. Una guarnición austriaca tomó posesión de ella después de la salida de Rusia (que se quedó en la ciudad hasta marzo de 1857). Además, el 23 de marzo de 1847, un incendio consumió cerca de 2000 edificios, destruyendo un tercio de la ciudad.
En 1862, después de que Valaquia y Moldavia se uniesen para formar el Principado de Rumania, Bucarest se convirtió en la capital de la nueva nación, en 1881, y en el centro político del reino recién proclamado de Rumania bajo Carol I. Durante la segunda mitad del siglo XIX la población de la ciudad aumentó de manera espectacular y comenzó un nuevo periodo de desarrollo urbano. Durante este período, el alumbrado de gas, el tranvía y la electrificación limitada fueron introducidas. El Dâmbovița se canalizó también en 1883, poniendo así fin a las inundaciones ya endémicas. La arquitectura extravagante y la alta cultura cosmopolita de este período ganó para Bucarest el apodo de "Pequeña París" (Micul París), siendo Calea Victoriei la equivalente de la avenida de los Campos Elíseos de esta ciudad.

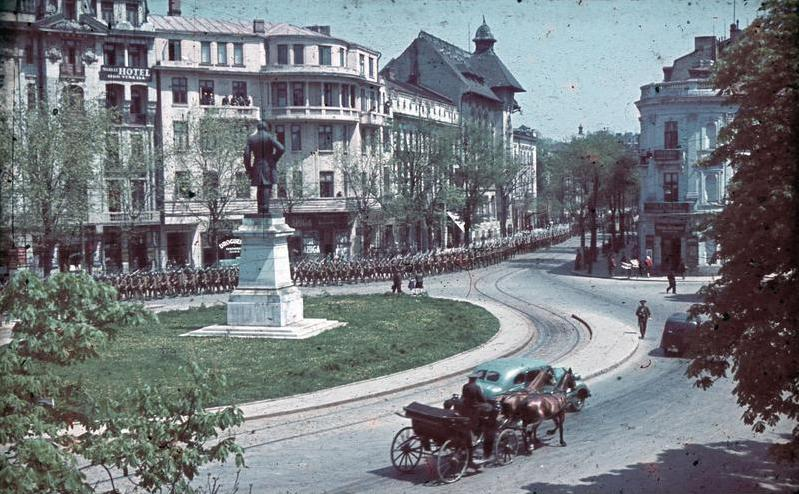
Soldados alemanes marchando en la Piața Mihail Kogălniceanu de Bucarest en 1941.

Entre el 6 de diciembre de 1916 y noviembre de 1918, la ciudad fue ocupada por las fuerzas alemanas después de la batalla de Bucarest. La capital legítima se trasladó temporalmente a Iași. Después de la Primera Guerra Mundial, Bucarest se convirtió en la capital de la Gran Rumania. Los años de entreguerras vieron un continuo desarrollo y la ciudad ganó un promedio de 30 000 residentes nuevos cada año. Además, algunos de los monumentos principales de la ciudad fueron construidos en este período, incluyendo el Arcul de Triumf y el Palatul Telefoanelor. Sin embargo, la Gran Depresión hizo mella en los ciudadanos de Bucarest, que culminó en la huelga de Grivița de 1933.

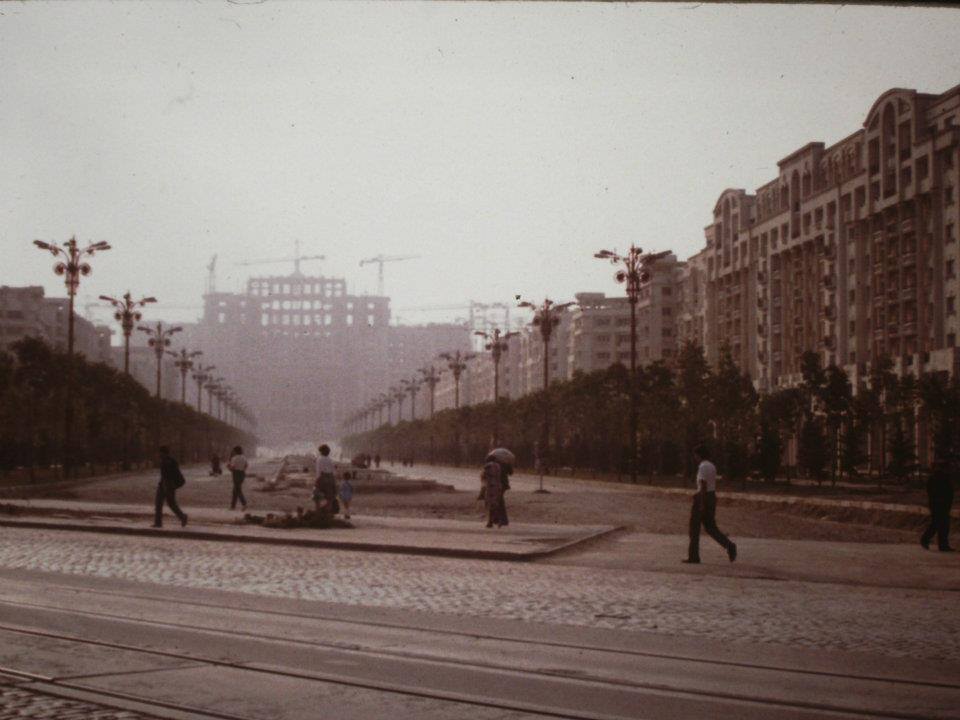
El Palacio del Parlamento en 1986 al finalizar su construcción en 1986, visto desde el Bulevardul Unirii.

En enero de 1941, la ciudad fue escenario de la rebelión de los legionarios y el pogromo de Bucarest. Como capital de un país del Eje y un importante punto de tránsito para las tropas del Eje en el camino hacia el frente del este, Bucarest sufrió graves daños durante la Segunda Guerra Mundial debido a los bombardeos aliados, y, el 23 de agosto de 1944, fue el lugar del golpe de Estado real que llevó a Rumania al campo aliado seguido de un corto período de bombardeos por parte de la Luftwaffe, así como un intento fallido de las tropas alemanas de recuperar la ciudad por la fuerza.
Después del establecimiento del comunismo en Rumania, la ciudad siguió creciendo. Las autoridades construyeron nuevos distritos, la mayoría de ellos dominados por grandes bloques de viviendas. Durante el liderazgo de Nicolae Ceaușescu (1965-1989), gran parte del casco histórico de la ciudad fue demolido y reemplazado por el desarrollo socialista realista, como el Centrul Civic (centro cívico), incluyendo el Palacio del Parlamento; un barrio histórico completo fue arrasado para dar paso a las construcciones megalómanas de Ceauşescu. El 4 de marzo de 1977 tuvo lugar un terremoto en Vrancea, a unos 135 km de distancia, y fallecieron 1500 personas, además de causar múltiples daños al centro histórico.
La revolución rumana de 1989 se inició con masivas protestas anti-Ceauşescu en Timișoara en diciembre de 1989 y continuó en Bucarest, llevando a la caída del régimen comunista. Insatisfechos con el liderazgo posrevolucionario del Frente de Salvación Nacional, las protestas de las ligas estudiantiles y grupos de la oposición organizada a gran escala continuaron en 1990 (el Golaniad). Feron detenidos violentamente por los mineros de Valea Jiului (el Mineriad). Varios Mineriads siguieron, cuyos resultados incluyeron un cambio de gobierno.
Después del año 2000, la ciudad fue modernizada y experimentó una renovación urbana. Las autoridades municipales desarrollaron complejos residenciales y comerciales, sobre todo en los distritos del norte, mientras que el centro histórico de Bucarest aún está en proceso de restauración.

## Geografía

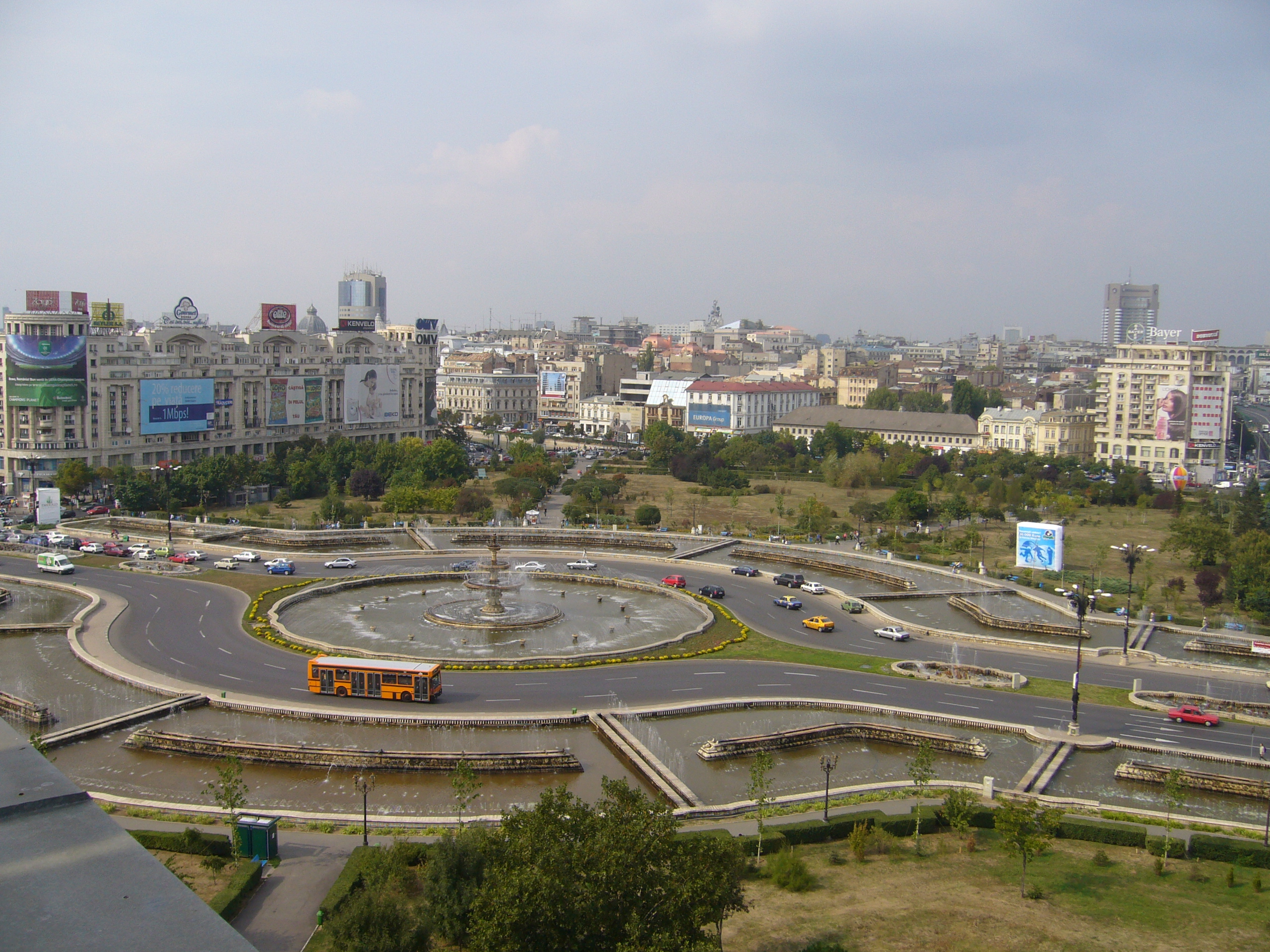
Vista aérea desde la Piața Unirii.

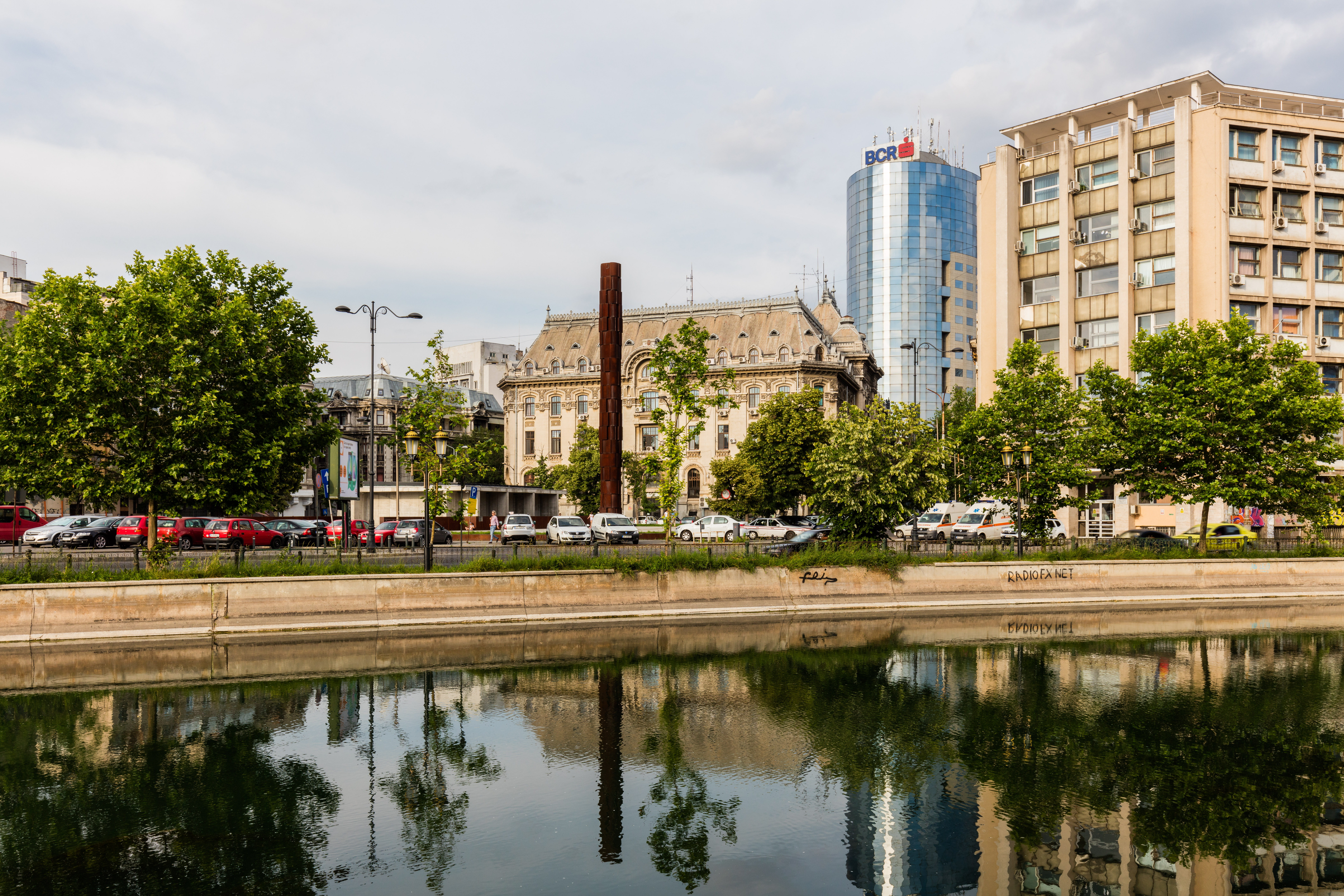
Paso del río Dâmbovița, Bucarest.

Bucarest está situada a orillas del río Dâmbovița, que desemboca en el río Argeș, un afluente del Danubio. Varios lagos —los más importantes son el Herăstrău, Floreasca, Tei y Colentina— se extienden por el norte de la ciudad, a orillas del río Colentina, un afluente del Dâmbovița. Además, en el centro de la capital hay un pequeño lago artificial, el Cismigiu, rodeado por los jardines Cișmigiu, que tienen una rica historia, siendo frecuentado por poetas y escritores. Inaugurado en 1847 y con base en los planes del arquitecto alemán Carl F. W. Meyer, los jardines son el principal centro recreativo de la ciudad.
Además de Cișmigiu, Bucarest contiene otros parques y jardines, incluyendo el Herăstrău y el jardín botánico. Herăstrău se encuentra en el norte de la ciudad, alrededor del lago Herăstrău, y es la sede del Museo Satului, mientras que el jardín botánico es el más grande de su tipo en Rumania, contiene más de 10 000 especies de plantas, muchas de ellas exóticas y fue una vez parque de placer para la familia real.
Bucarest está situado en la esquina sureste de la llanura rumana, en una zona una vez cubierta por el bosque Vlăsiei, el cual, después de haber sido limpiado, dio paso a una llanura fértil. Bucarest tradicionalmente se considera que tiene siete colinas, de forma similar a las siete colinas de Roma. Las siete colinas de Bucarest son el Mihai Vodă, Dealul Mitropoliei, Radu Vodă, Cotroceni, Spirei, Văcărești y Sf. Gheorghe Nou.
La ciudad cuenta con una superficie de 226 kilómetros cuadrados. La altitud varía de 55,8 metros en el puente Dâmboviţa en Căţelu al sureste de Bucarest, y es de 91,5 metros en la iglesia Militari. La ciudad tiene una forma aproximadamente redonda, con el centro situado en el cruce de los ejes principales norte-sur/este-oeste en la Piața Universității (plaza de la Universidad). El Kilómetro cero de Rumanía se sitúa al sur de la Piața Universității frente a la nueva iglesia de San Jorge (Sfantul Gheorghe Nou) en la plaza St. George (Piata Sfantul Gheorghe). El radio de Bucarest, desde la Piața Universității hacia los límites de la ciudad en todas las direcciones, varía de 10 a 12 km.
Las regiones que rodean Bucarest fueron, en su mayoría, rurales, pero a partir de 1989 comenzaron a construirse suburbios alrededor de la capital, en los alrededores del condado de Ilfov. La consolidación urbana tuvo lugar a finales de la década de 2010, cuando se puso en funcionamiento el área metropolitana de Bucarest, la incorporación de las comunas y ciudades de Ilfov y otros condados circundantes.

### Varias distancias entre Bucarest y otras ciudades de Rumanía
Arad (555 km y 604 km), Bacău (285 km y 301 km), Baia Mare (560 km y 624 km), Brașov (161 km y 166 km), Buzău (110 km y 128 km), Cluj-Napoca (426 km y 497 km), Constanța (225 km y 225 km), Craiova (234 km y 209 km), Galați (250 km), Giurgiu (64 km y 85 km), Iași (406 km y 406 km), Oradea (580 km y 650 km), Ploiești (60 km y 59 km), Pitești (108 km y 108 km), Sibiu (277 km y 315 km), Suceava (450 km y 447 km), Timișoara (538 km y 533 km), Tulcea (277 km y 334 km), Călărași (110 km y 120 km).

### Distancias por carretera entre Bucarest y las otras ciudades de Europa
Atenas (1.398 km), Barcelona (2.597 km), Belgrado (620 km), Berlín (1.646 km), Bruselas (2.136 km), Budapest (788 km), Chisináu, (436 km), Kiev (888 km), Estambul (681 km), Londres (2.502 km), Madrid (3.190 km), Milán (1.642 km), Moscú (1.758 km), París (2.295 km), Sofía (373 km), Estocolmo (2.846 km), Viena (1.022 km), Varsovia (1.240 km).

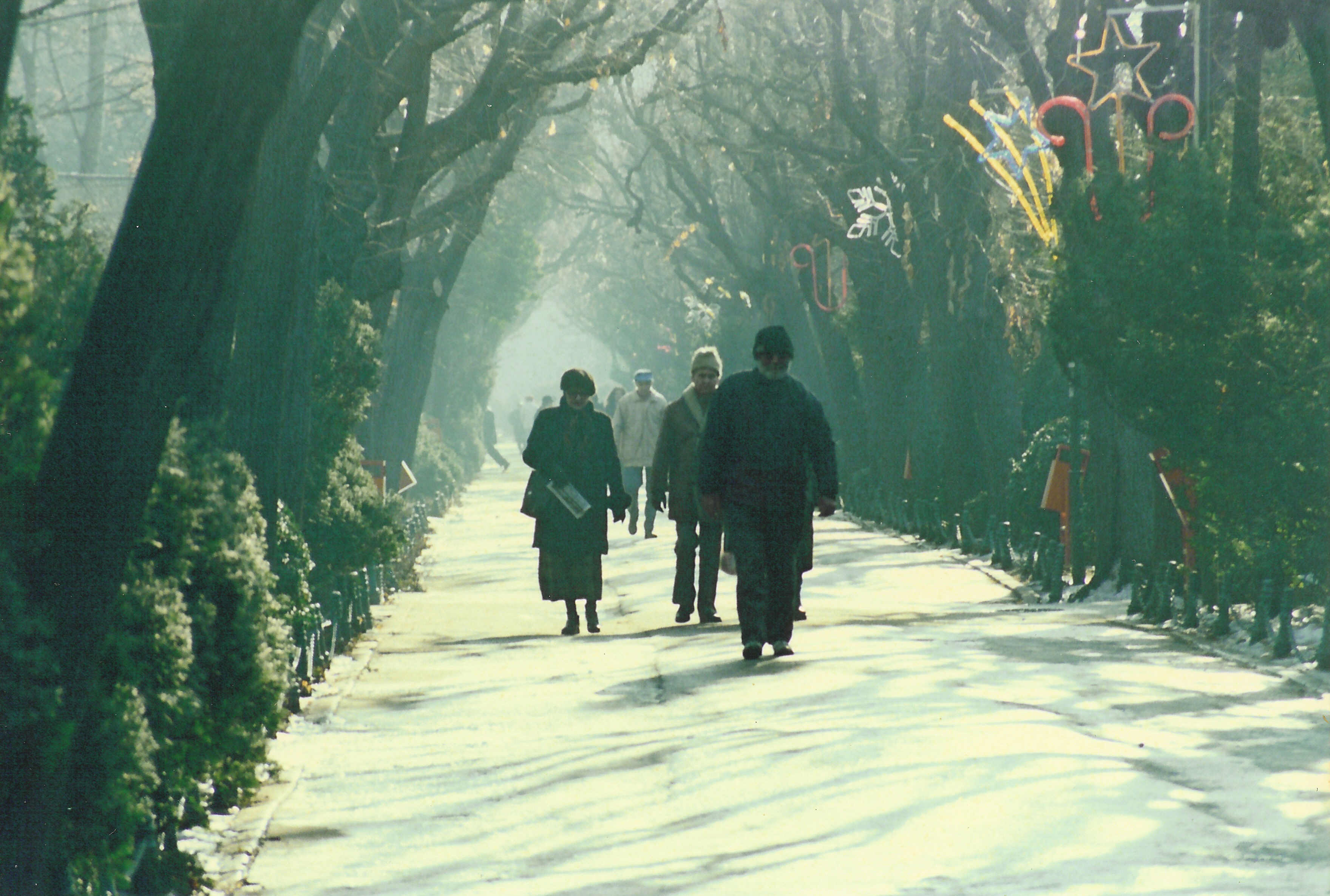
Parque Cișmigiu en invierno

### Clima
Bucarest tiene un clima húmedo continental (clasificación climática de Köppen: Cfa usando la isoterma de los -3 °C en el mes más frío, Dfa usando la isoterma de 0 °C). Debido a su situación en la llanura de Rumania (también conocida como la llanura de Valaquia), los inviernos en la ciudad suelen ser muy ventosos, pese a estar mitigados por el efecto del urbanismo. Las temperaturas en invierno oscilan entre los 0 °C y los −10 °C. En verano, las temperaturas ocasionalmente superan los 35 °C, y a veces, durante olas de calor, pueden pasar los 40 °C. Pese a que las precipitaciones y la humedad son bajas en verano, existen fuertes tormentas ocasionales. En otoño y primavera las temperaturas oscilan entre los 5 °C y los 18 °C, con niveles de precipitación más altos que en verano.
| Parámetros climáticos promedio de Bucarest                             | Parámetros climáticos promedio de Bucarest | Parámetros climáticos promedio de Bucarest | Parámetros climáticos promedio de Bucarest | Parámetros climáticos promedio de Bucarest | Parámetros climáticos promedio de Bucarest | Parámetros climáticos promedio de Bucarest | Parámetros climáticos promedio de Bucarest | Parámetros climáticos promedio de Bucarest | Parámetros climáticos promedio de Bucarest | Parámetros climáticos promedio de Bucarest | Parámetros climáticos promedio de Bucarest | Parámetros climáticos promedio de Bucarest | Parámetros climáticos promedio de Bucarest |
| Mes                                                                    | Ene.                                       | Feb.                                       | Mar.                                       | Abr.                                       | May.                                       | Jun.                                       | Jul.                                       | Ago.                                       | Sep.                                       | Oct.                                       | Nov.                                       | Dic.                                       | Anual                                      |
| ---------------------------------------------------------------------- | ------------------------------------------ | ------------------------------------------ | ------------------------------------------ | ------------------------------------------ | ------------------------------------------ | ------------------------------------------ | ------------------------------------------ | ------------------------------------------ | ------------------------------------------ | ------------------------------------------ | ------------------------------------------ | ------------------------------------------ | ------------------------------------------ |
| Temp. máx. abs. (°C)                                                   | 17.1                                       | 24.1                                       | 29.0                                       | 32.2                                       | 36.9                                       | 39.0                                       | 42.2                                       | 41.0                                       | 38.5                                       | 35.2                                       | 25.1                                       | 18.4                                       | 42.2                                       |
| Temp. máx. media (°C)                                                  | 2.8                                        | 5.5                                        | 11.4                                       | 18.0                                       | 24.0                                       | 27.7                                       | 29.8                                       | 29.8                                       | 24.6                                       | 17.9                                       | 9.8                                        | 3.8                                        | 17.1                                       |
| Temp. media (°C)                                                       | -1.3                                       | 0.4                                        | 5.4                                        | 11.2                                       | 16.8                                       | 20.6                                       | 22.5                                       | 22.0                                       | 16.9                                       | 11.0                                       | 4.7                                        | 0.2                                        | 10.8                                       |
| Temp. mín. media (°C)                                                  | -4.8                                       | -4.0                                       | 0.1                                        | 4.9                                        | 9.6                                        | 13.6                                       | 15.4                                       | 14.9                                       | 10.5                                       | 5.4                                        | 0.6                                        | -3.4                                       | 5.2                                        |
| Temp. mín. abs. (°C)                                                   | -32.2                                      | -29.0                                      | -19.9                                      | -9.5                                       | -1.1                                       | 4.5                                        | 7.4                                        | 5.2                                        | -3.1                                       | -8.0                                       | -19.4                                      | -25.6                                      | -32.2                                      |
| Precipitación total (mm)                                               | 40                                         | 36                                         | 38                                         | 46                                         | 70                                         | 77                                         | 64                                         | 58                                         | 42                                         | 32                                         | 49                                         | 43                                         | 595                                        |
| Nevadas (cm)                                                           | 13.7                                       | 11.0                                       | 10.5                                       | 1.5                                        | 0.0                                        | 0.0                                        | 0.0                                        | 0.0                                        | 0.0                                        | 0.0                                        | 8.8                                        | 10.5                                       | 56                                         |
| Días de precipitaciones (≥ 1.0 mm)                                     | 6                                          | 6                                          | 6                                          | 7                                          | 6                                          | 6                                          | 7                                          | 6                                          | 5                                          | 5                                          | 6                                          | 6                                          | 72                                         |
| Horas de sol                                                           | 70.6                                       | 84.5                                       | 138.0                                      | 184.8                                      | 246.3                                      | 265.8                                      | 289.2                                      | 281.4                                      | 224.1                                      | 177.4                                      | 87.5                                       | 62.8                                       | 2112.4                                     |
| Humedad relativa (%)                                                   | 89                                         | 83                                         | 75                                         | 71                                         | 69                                         | 70                                         | 68                                         | 68                                         | 73                                         | 79                                         | 85                                         | 88                                         | 76                                         |
| Fuente n.º 1: NOAA, Administrația Națională de Meteorologie (extremes) |                                            |                                            |                                            |                                            |                                            |                                            |                                            |                                            |                                            |                                            |                                            |                                            |                                            |
| Fuente n.º 2: Pogoda.ru.net                                            |                                            |                                            |                                            |                                            |                                            |                                            |                                            |                                            |                                            |                                            |                                            |                                            |                                            |

### Topografía

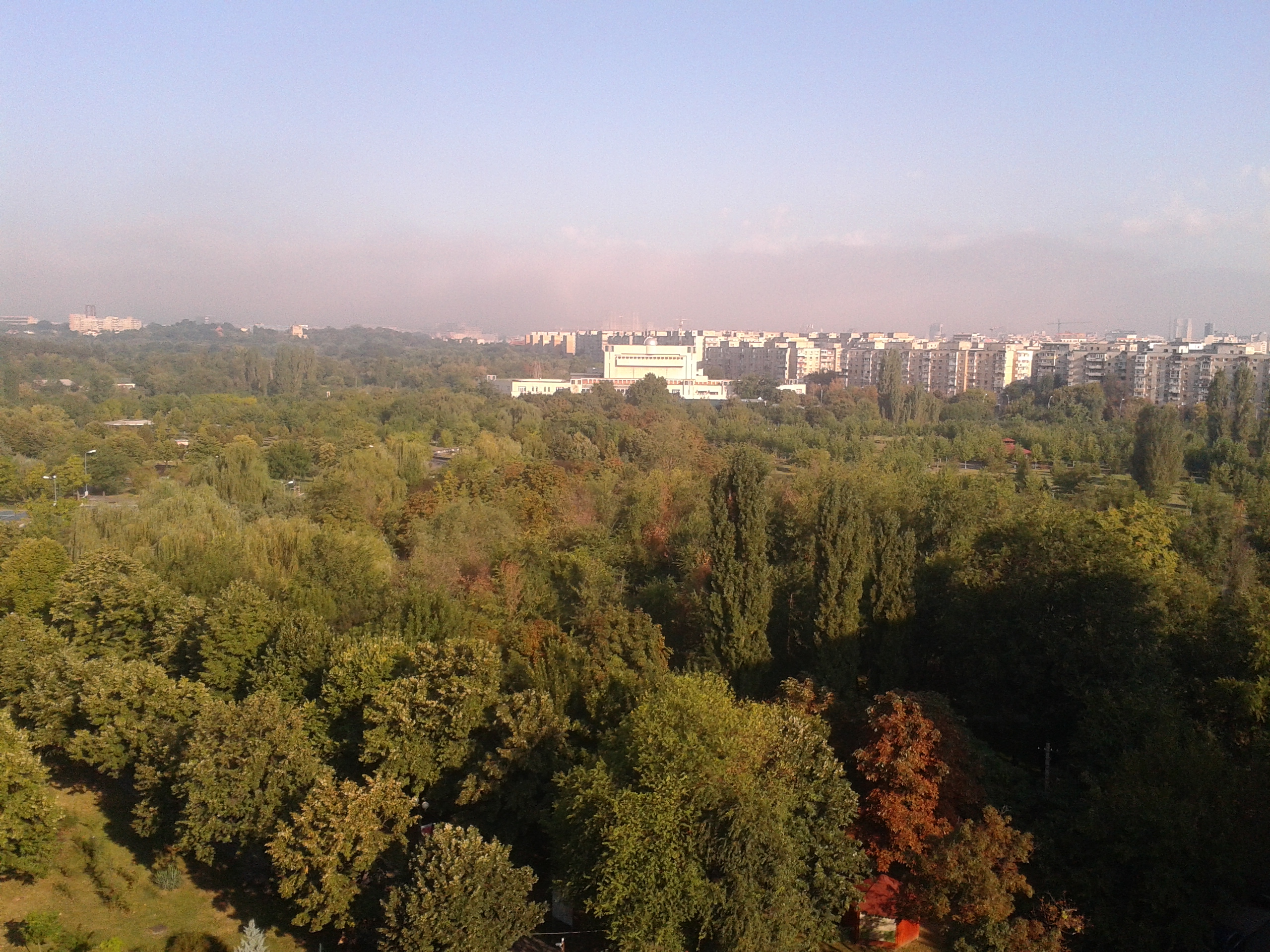
Parque Tineretului

La ciudad está situada principalmente a orillas del río Dâmbovița, que atraviesa Bucarest de noroeste a sureste. Este río, junto con sus afluentes, ha desempeñado un papel crucial en la configuración de la topografía y la hidrología de la ciudad. El valle del río y sus llanuras aluviales contribuyen a las zonas bajas de la ciudad, que pueden ser susceptibles de inundación, especialmente durante los períodos de fuertes lluvias.
La topografía de Bucarest también presenta una serie de pequeñas colinas y elevaciones intercaladas por toda la ciudad. Estas sutiles elevaciones, aunque no son espectaculares, aportan cierta variación al paisaje llano de la ciudad. Han influido en el desarrollo de zonas residenciales y en la ubicación de parques y zonas verdes.
El desarrollo urbano de la ciudad ha alterado significativamente su topografía natural. Con el tiempo, Bucarest se ha expandido y transformado con la construcción de edificios, carreteras y otras infraestructuras. Esto ha provocado la nivelación de algunas zonas y el relleno de otras, dando lugar a un paisaje urbano más uniforme.
A pesar del desarrollo urbano, la topografía de Bucarest conserva algunos rasgos naturales. Los parques y espacios verdes de la ciudad incorporan a menudo elementos naturales, como pequeñas colinas, estanques y zonas arboladas. Estos elementos permiten vislumbrar el paisaje original de la ciudad y ofrecen oportunidades recreativas a los residentes.

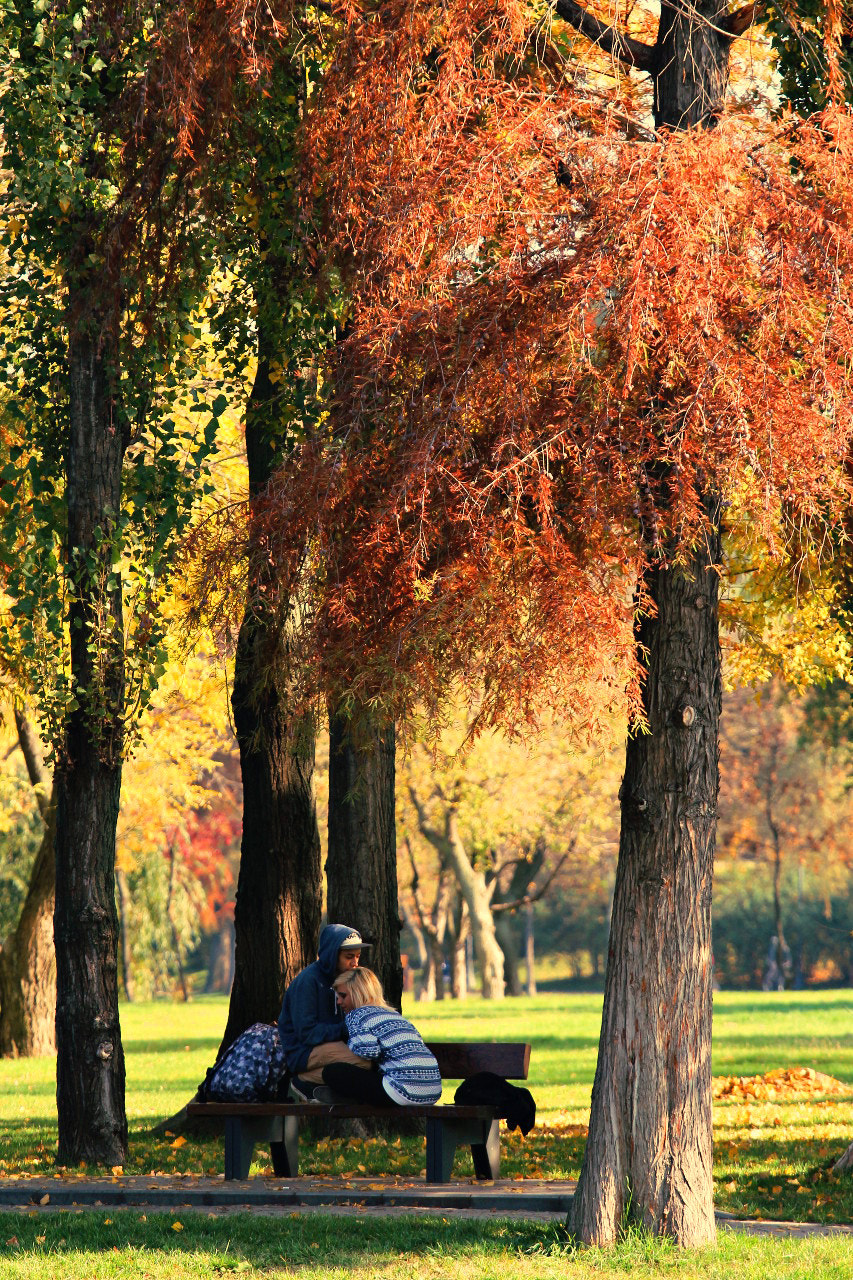
Parque Titan

La topografía de la ciudad también influye en sus patrones de drenaje. Bucarest tiene un clima continental templado con estaciones bien diferenciadas, incluidos periodos de fuertes lluvias. El sistema de drenaje de la ciudad, que incluye canales, alcantarillas y otras infraestructuras, está diseñado para gestionar la escorrentía de las aguas pluviales y evitar inundaciones.
La ubicación de la ciudad en la llanura rumana también influye en sus patrones de viento. Bucarest experimenta una gran variedad de direcciones y velocidades del viento, dependiendo de la estación y de las condiciones meteorológicas. El entorno urbano de la ciudad también puede crear patrones de viento localizados, debido a la presencia de edificios y otras estructuras.
La topografía de Bucarest también influye en el microclima de la ciudad. La presencia de espacios verdes y masas de agua puede moderar las temperaturas y crear efectos localizados de enfriamiento. El efecto de isla de calor urbano de la ciudad, causado por la concentración de edificios y superficies pavimentadas, también puede influir en las temperaturas locales.

El continuo desarrollo de Bucarest sigue moldeando su topografía. Los nuevos proyectos de construcción, las mejoras de las infraestructuras y las iniciativas de planificación urbana contribuyen a la evolución del paisaje de la ciudad. La topografía de la ciudad sigue siendo parte integrante de su entorno urbano e influye en su desarrollo y carácter.

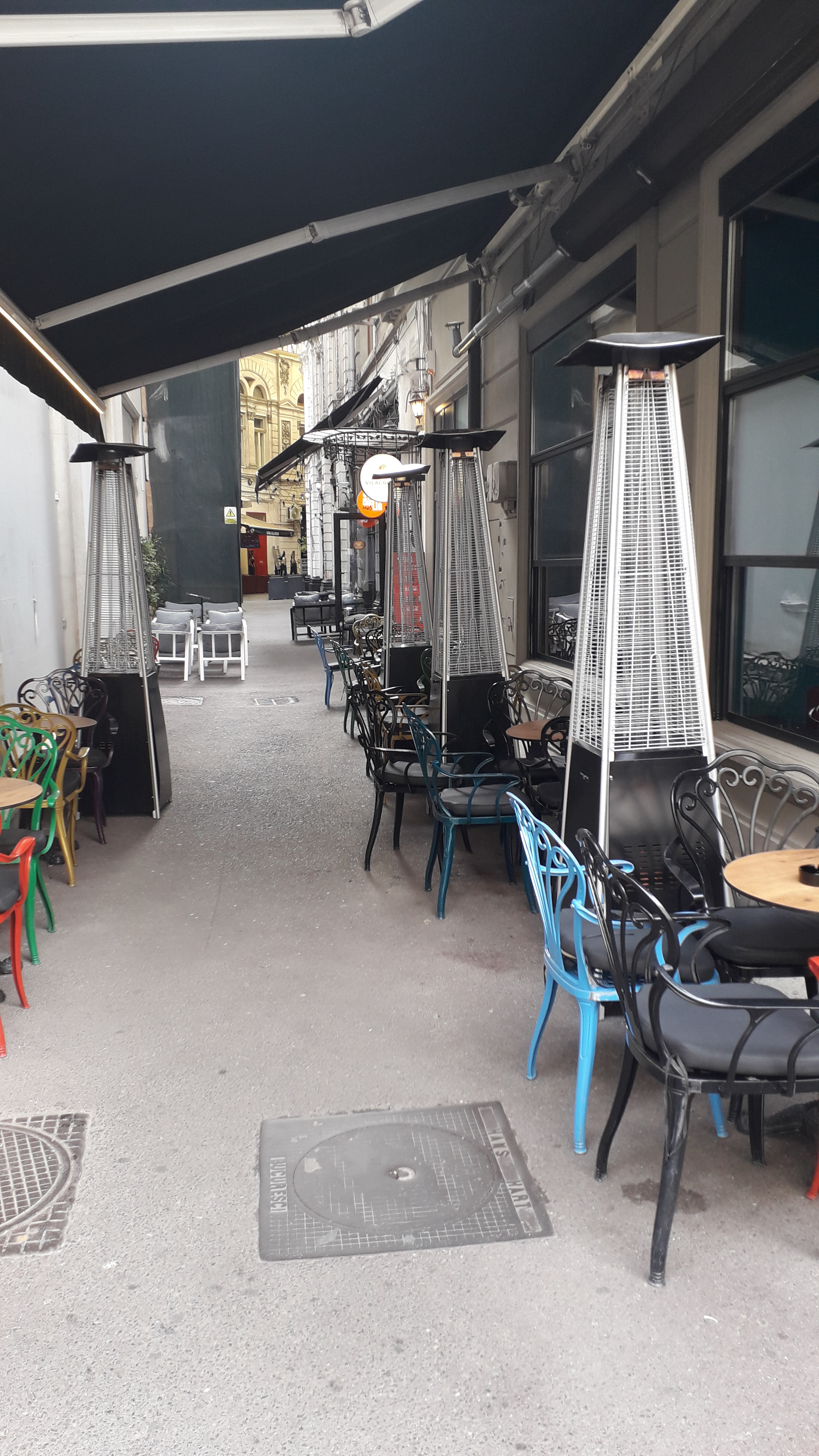
Barrio antiguo

## Demografía
| Población histórica de Bucarest |           |
| Año                             | Población |
| 1789                            | 30.030    |
| 1831                            | 60.587    |
| 1859                            | 122.000   |
| 1900                            | 282.000   |
| 1918                            | 383.000   |
| 1930                            | 639.000   |
| 1948                            | 1.041.807 |
| 1956                            | 1.177.661 |
| 1966                            | 1.366.684 |
| 1977                            | 1.807.239 |
| 1990                            | 2.127.194 |
| 1992                            | 2.067.545 |
| 2002                            | 1.926.334 |
| 2005 estimación                 | 1.924.959 |
| 2006 estimación                 | 1.930.390 |
| 2007 estimación                 | 1.940.500 |

La población de la ciudad, según el censo de 2002, es 1 926 334 habitantes, el 8.9 % de la población total de Rumania. Además, hay cerca de 50 000 personas que se trasladan a la ciudad a diario, principalmente del condado circundante de Ilfov.
La población de Bucarest experimentó dos fases de crecimiento rápido, la primera al final del siglo XIX, cuando la ciudad creció en importancia y tamaño, y la segunda durante el período comunista, cuando se emprendió una campaña masiva de "urbanización" y mucha gente emigró de áreas rurales a la capital. En este tiempo, debido a la prohibición por Ceauşescu del aborto y la contracepción, el aumento natural fue significativo. La población sigue creciendo cada día, porque, a pesar de que la población de Rumania cae, el sitio ofrece mejores condiciones de vida.
Aproximadamente el 97 % de la población de Bucarest son rumanos étnicos, siendo los gitanos el segundo grupo étnico más grande, con un 1,4 % de la población. Otros grupos étnicos significativos son los húngaros (0,3 %), los judíos (0,1 %), los turcos (el 0,1 %), los alemanes (0,1 %) y los chinos (0,1 %). También se encuentran griegos y armenios, los cuales desempeñaron un importante papel en la vida de la ciudad a finales del siglo XIX e inicios del XX. Uno de los barrios predominantemente griegos es Vitan —donde vivió una población judía también; los últimos estaban más presentes en Văcăreşti y las áreas alrededor de Unirii ajustan—.

### Educación

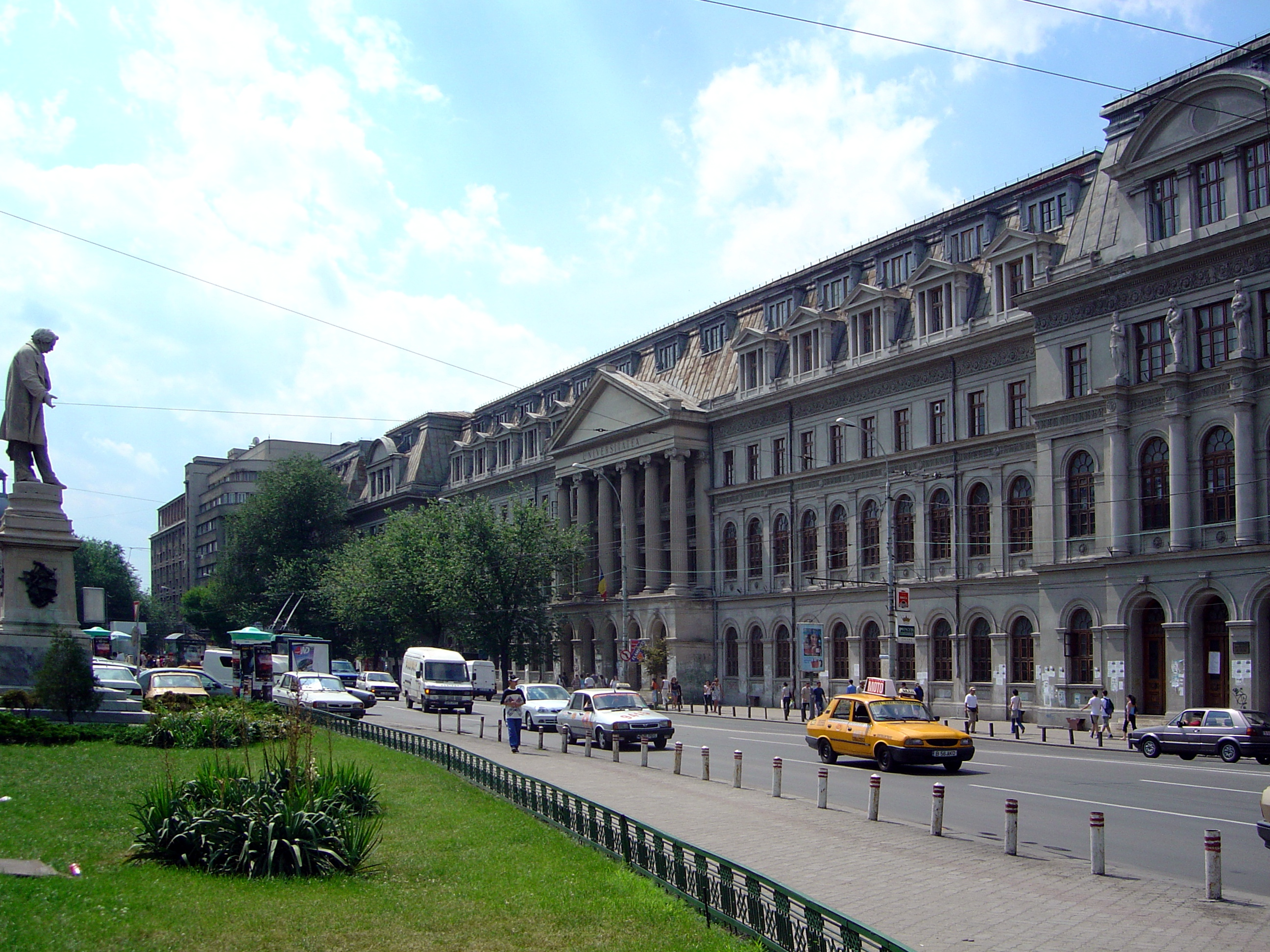
Universidad de Bucarest

Hay dieciséis universidades públicas en Bucarest, pero las principales son la Universidad de Bucarest, la Academia de Estudios Económicos, la Universidad Carol Davila de Medicina y Farmacia y la Universidad Politécnica de Bucarest. Además, existen diecinueve universidades privadas, como la Universidad Rumano Americana o la Universidad Spiru Haret, que es esta última la más grande de Europa con 302 000 estudiantes en 2009. En general, hay 159 facultades de 34 universidades. Las privadas, sin embargo, tienen una dudosa reputación entre el público debido a irregularidades en el proceso educativo, así como casos de corrupción. Como en el resto de Rumania, las universidades de Bucarest están relativamente poco valoradas a nivel internacional, al menos en comparación con las americanas o las europeas occidentales. Pese a ello, en los últimos años ha crecido el número de estudiantes procedentes del extranjero en sus universidades, principalmente desde Asia.
La primera institución educativa moderna fue la Real Academia de Bucarest, fundada en 1694 y dividida en 1864 para formar la actual Universidad de Bucarest y el Colegio Nacional San Sava de Bucarest, dos de las instituciones más prestigiosa de la capital.
También hay alrededor de 450 escuelas públicas de primaria y secundaria en la ciudad, todas ellas administradas por la Inspección Municipal de Escolarización de Bucarest. Cada sector tiene su propia Inspección de Escolarización, que depende de la central municipal.

### Salud

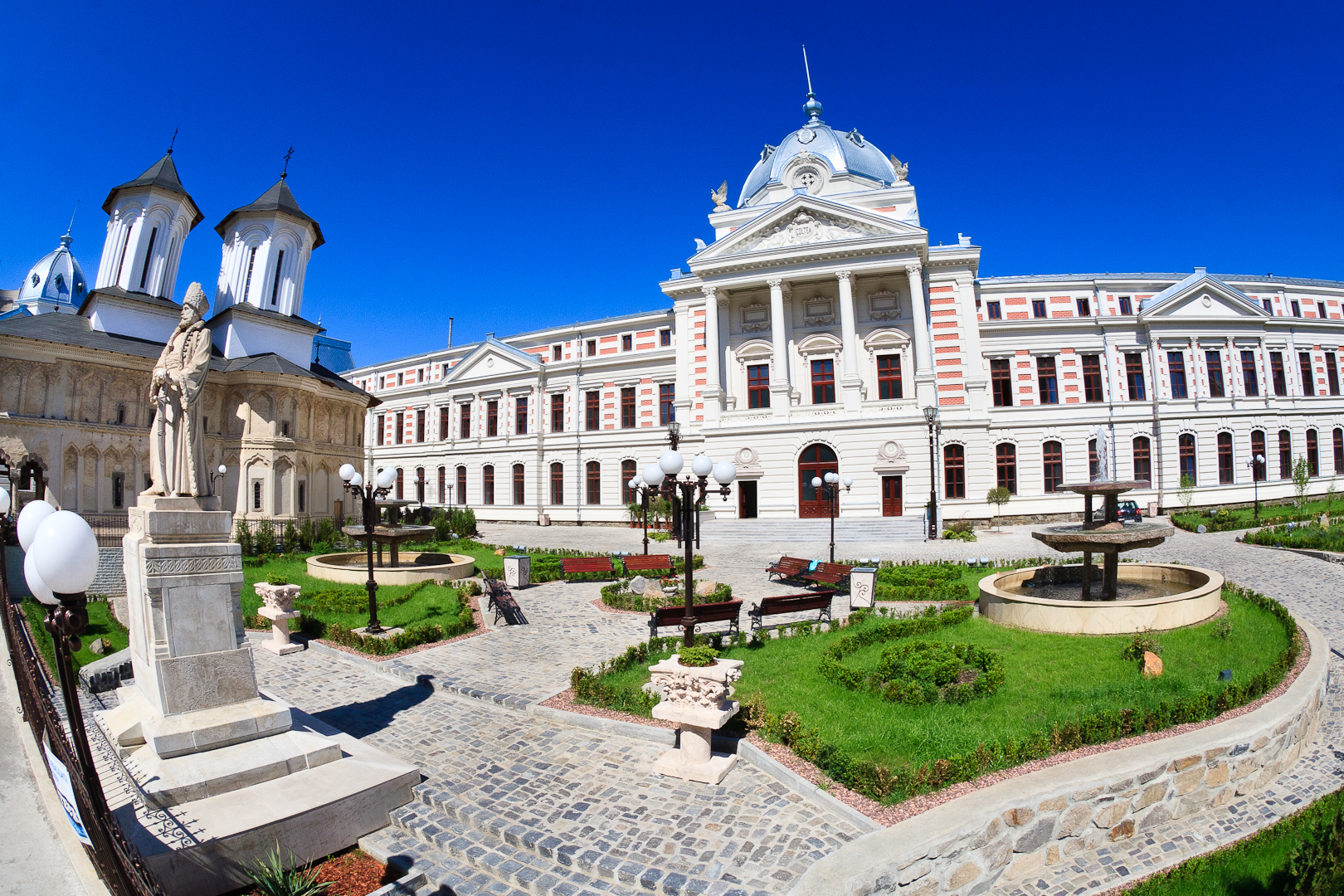
Hospital Clínico Colțea, el más antiguo de Bucarest

En Bucarest, en 2015, por cada 100.000 habitantes, había 654 médicos, 90,7 médicos de familia y 563,3 médicos especialistas. Además, según los datos facilitados por el INS, se identificaron 1.355 consultorios de médicos de familia, de los cuales dos son estatales y el resto privados. El número total de médicos no ha dejado de aumentar en los últimos años. Según datos del INS, en 2013 había 11.488 médicos trabajando en Bucarest, 11.904 en 2014 y 12.092 en 2015.La esperanza de vida de los residentes era de 74,14 años en 2003-2005, unos 2 años más alto que el promedio rumano. La esperanza de vida femenina era de 77,41 años, frente a 70,57 para los varones.
En Bucarest hay 93 hospitales, de los cuales 50 son públicos. Uno de los más modernos de la capital es el Hospital Colțea, reformado tras una inversión de 90 millones de dólares en 2011. El Hospital Colțea es también el más antiguo de Bucarest, ya que fue fundado por el mecenas Mihai Cantacuzino el 14 de diciembre de 1704. El hospital actual fue construido entre 1867 y 1888 por el arquitecto de origen neerlandés Joseph Schiffler. En la actualidad, el Hospital Colțea alberga varias salas médicas, como medicina interna, cirugía general, oncología médica, radioterapia, hematología, ORL, ORL, AIT, junto con varios laboratorios y ambulatorios integrados con consultas especializadas, colectivos de investigación científica y una activa base de educación médica.
Otros hospitales o clínicas de Bucarest son el Hospital Universitario de Urgencias, el Hospital Clínico de Urgencias Floreasca (ambos categorizados por el Ministerio de Sanidad en la categoría I de competencia),[190] el Instituto Clínico Fundeni, el Hospital Clínico de Urgencias «Bagdasar-Arseni», el Hospital Militar Central, etc.

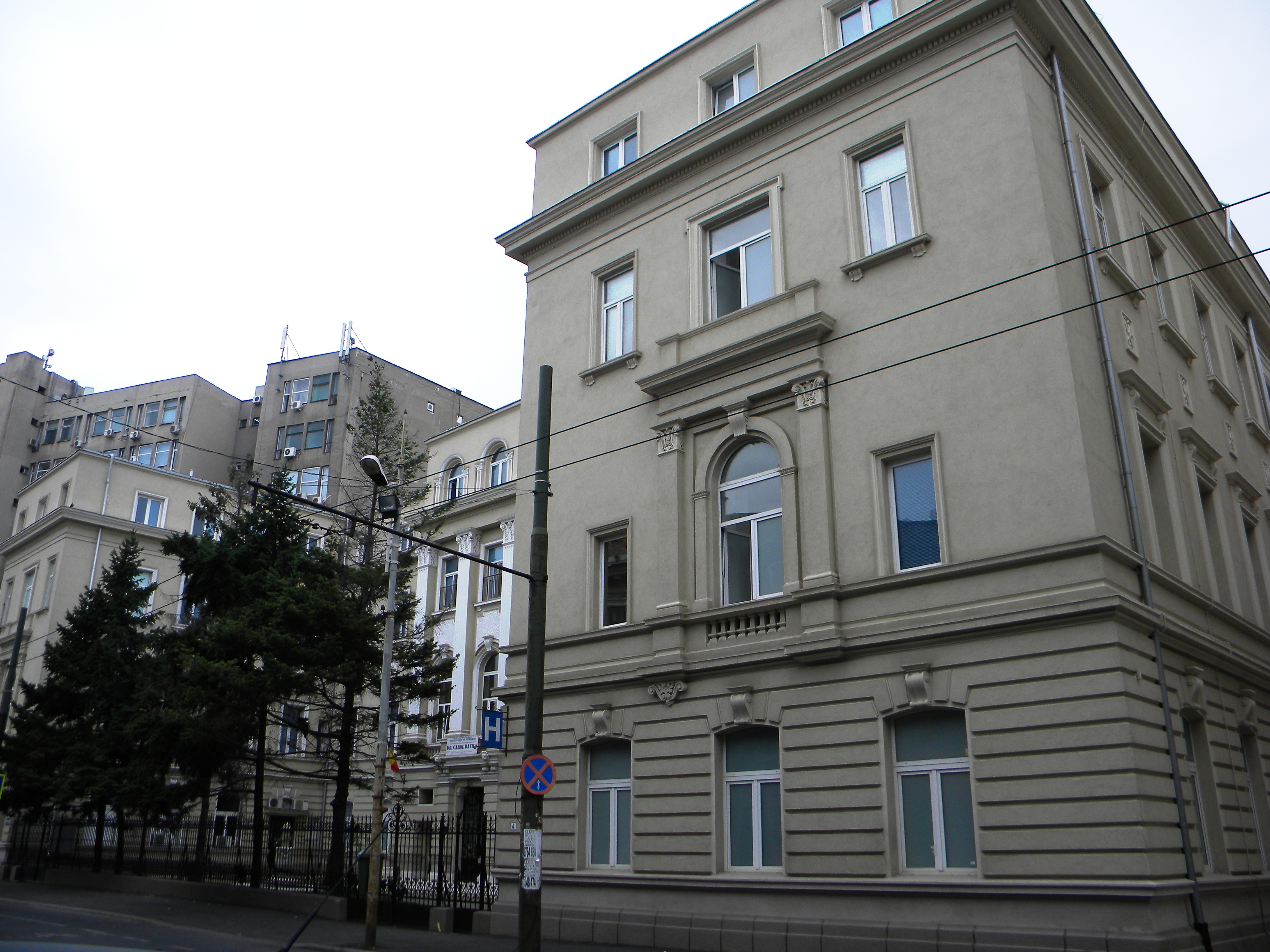
Hospital Dr. Carol Davila

El sistema sanitario público de Bucarest está organizado en una red de hospitales, clínicas y médicos de familia. Estos centros están pensados para ofrecer una amplia gama de servicios, desde atención primaria hasta tratamientos especializados. Sin embargo, el sistema a menudo se enfrenta a recursos limitados, lo que se traduce en largos tiempos de espera y equipos a veces anticuados. Esto puede afectar a la calidad de la atención y a la experiencia del paciente.
La sanidad privada en Bucarest ha crecido mucho en los últimos años. Los hospitales y clínicas privados ofrecen instalaciones modernas, tecnologías avanzadas y tiempos de espera más cortos. Estas instituciones suelen atender a una clientela mejor pagada, incluidos expatriados y personas con seguro privado. Aunque ofrecen más comodidad y confort, la sanidad privada puede ser bastante más cara que la pública.
El acceso a la sanidad en Bucarest varía en función del nivel socioeconómico y la ubicación. Quienes viven en zonas céntricas y tienen ingresos más elevados suelen tener mejor acceso a los centros públicos y privados. Sin embargo, los residentes de las zonas periféricas y las personas con recursos económicos limitados pueden tener dificultades para acceder a una atención oportuna y adecuada. Esta disparidad pone de manifiesto la necesidad de mejorar el sistema sanitario público.

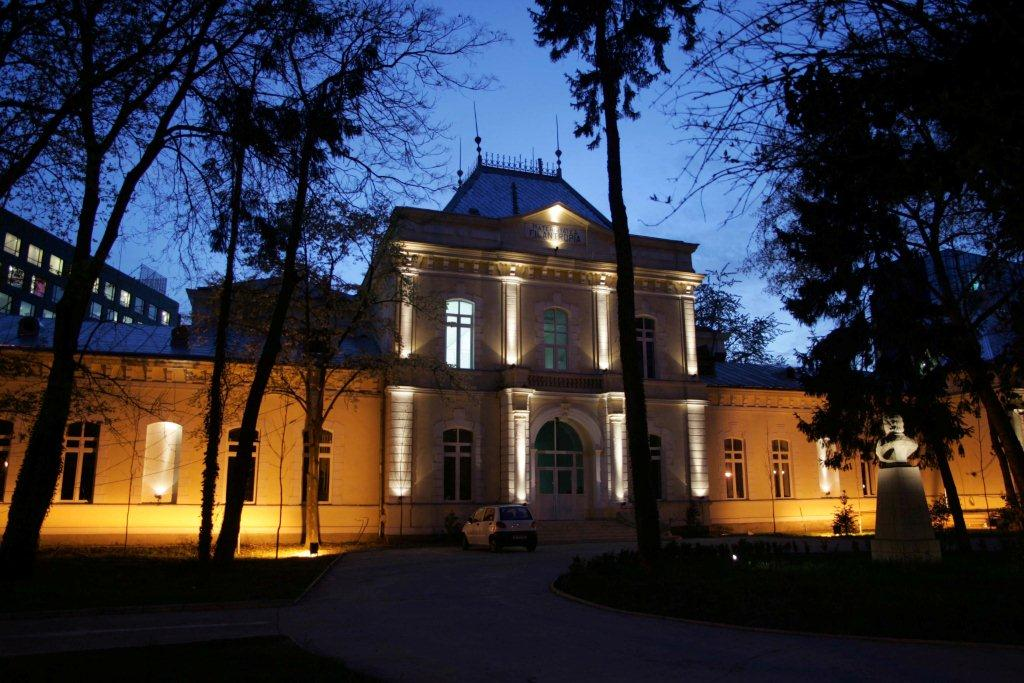
Hospital Filantropía

Bucarest se enfrenta a diversos problemas de salud pública, como enfermedades cardiovasculares, respiratorias y cáncer. Estas afecciones suelen estar relacionadas con factores del estilo de vida, la contaminación ambiental y las disparidades socioeconómicas. La ciudad ha puesto en marcha varias iniciativas de salud pública para abordar estos problemas, como campañas de vacunación y programas de educación sanitaria.
La infraestructura sanitaria de la ciudad se ha modernizado con inversiones en nuevos hospitales y equipos médicos. Sin embargo, los avances han sido desiguales y sigue habiendo problemas para garantizar que todos los residentes tengan acceso a una atención sanitaria de calidad. La pandemia de COVID-19 puso aún más a prueba el sistema sanitario, subrayando la necesidad de una mayor resistencia y preparación.
En general, los profesionales sanitarios de Bucarest están bien formados, y muchos médicos y enfermeros han recibido educación y formación tanto en Rumanía como en el extranjero. Sin embargo, hay escasez de personal sanitario, sobre todo en las zonas rurales y en determinadas especialidades. Esta escasez puede aumentar la carga de trabajo y el tiempo de espera de los pacientes.

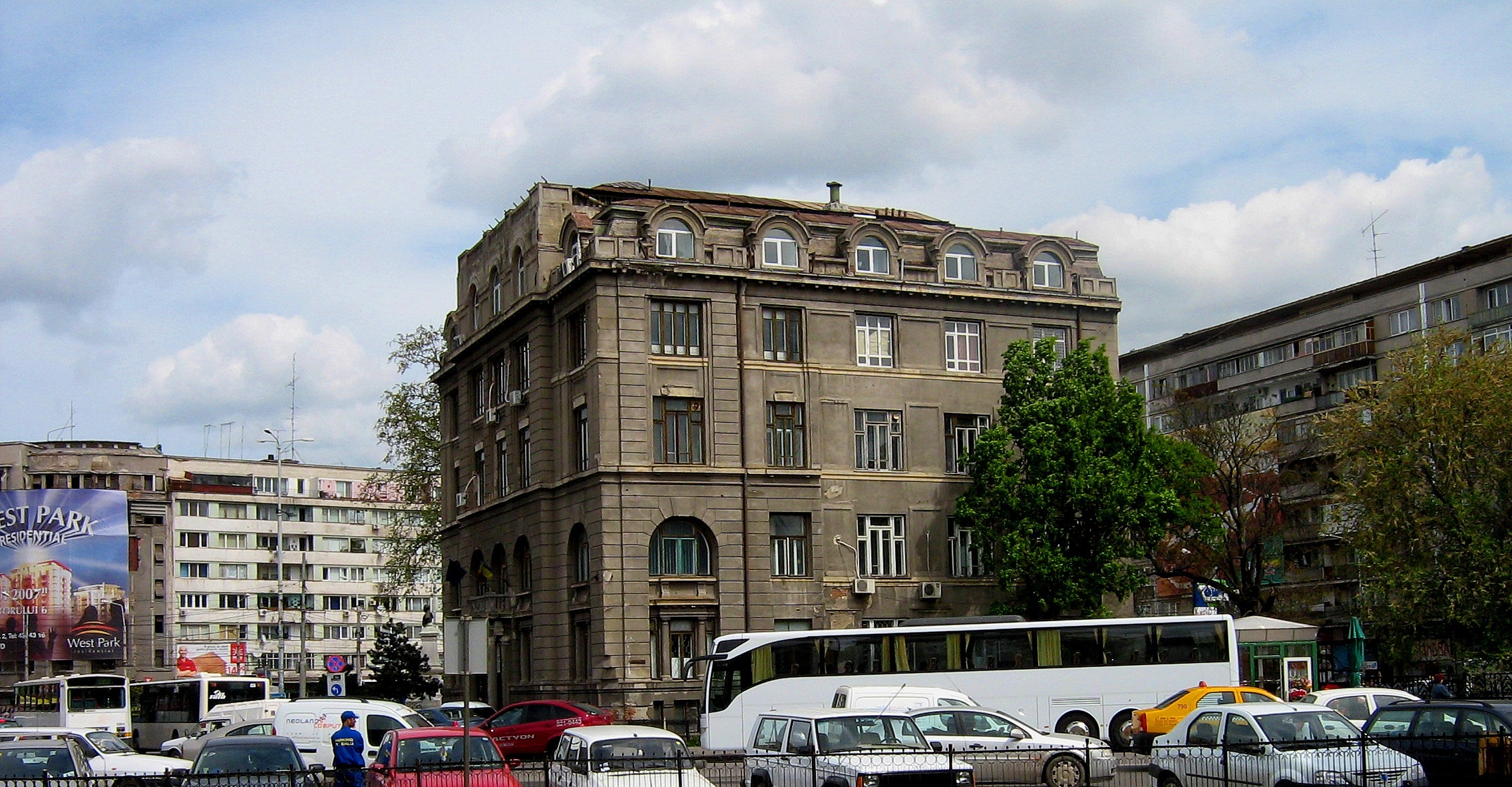
Policlínica CFR

El gobierno rumano ha trabajado para mejorar el sistema sanitario, con iniciativas dirigidas a aumentar la financiación, modernizar las instalaciones y mejorar el acceso a la atención. Sin embargo, los avances han sido lentos y sigue habiendo problemas para garantizar que todos los residentes tengan acceso a una atención sanitaria de calidad. El sistema sanitario de Bucarest es un reflejo de los retos más generales a los que se enfrenta el sector sanitario rumano.
El futuro de la asistencia sanitaria en Bucarest depende de los esfuerzos continuos para modernizar el sistema, mejorar el acceso a la asistencia y abordar los retos de la salud pública. Las inversiones en infraestructuras, tecnología y recursos humanos serán cruciales para garantizar que todos los residentes tengan acceso a una asistencia sanitaria de calidad. El sistema sanitario de la ciudad es una obra en curso, con esfuerzos continuos para mejorar su rendimiento y atender las necesidades de su población.

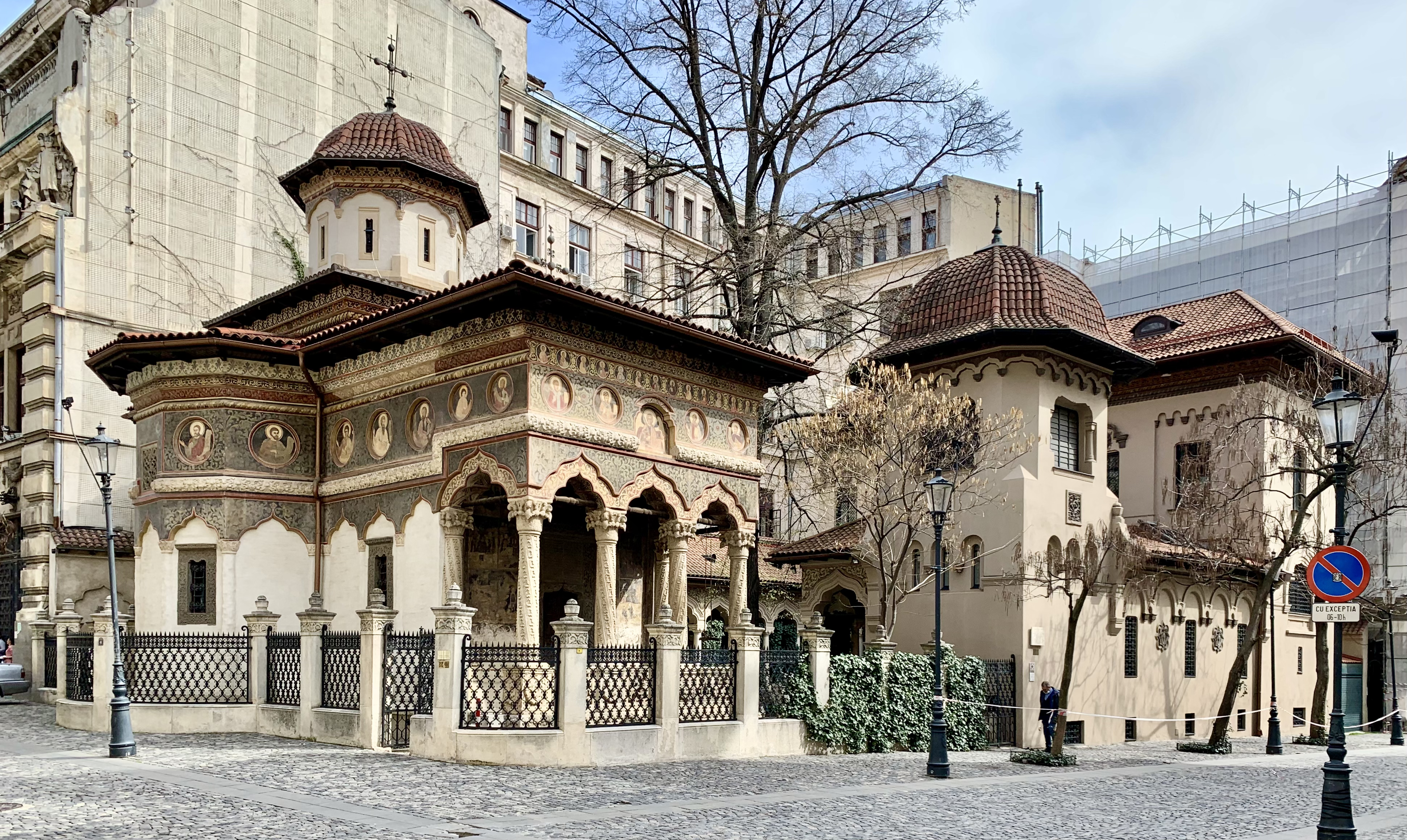
La Iglesia Ortodoxa rumana de Stavropoleos

### Religión
En términos de religión, el 96,1 % de la población son cristianos ortodoxos rumanos, el 1,2 % son católicos, el 0,5 % son musulmanes y el 0,4 % son greco-católicos. El 24 % de la población acude a un lugar de culto una vez por semana o más.
La Mayoría de la población es cristiana siendo la Iglesia Ortodoxa Rumana la denominación predominante en Bucarest, con numerosas iglesias y monasterios que datan de distintas épocas. La Catedral Patriarcal de Bucarest es uno de los lugares de culto más importantes de la ciudad y un símbolo de la ortodoxia rumana. La influencia de la Iglesia Ortodoxa se extiende a muchos aspectos de la vida cotidiana de Bucarest, desde las festividades religiosas a las tradiciones culturales.
Además de la ortodoxia, Bucarest también cuenta con una importante comunidad católica. La catedral de San José es el principal lugar de culto católico de la ciudad y un ejemplo de arquitectura religiosa católica en Rumanía. La comunidad católica de Bucarest ha desempeñado un papel importante en la historia de la ciudad y sigue siendo una parte activa de la vida religiosa local.

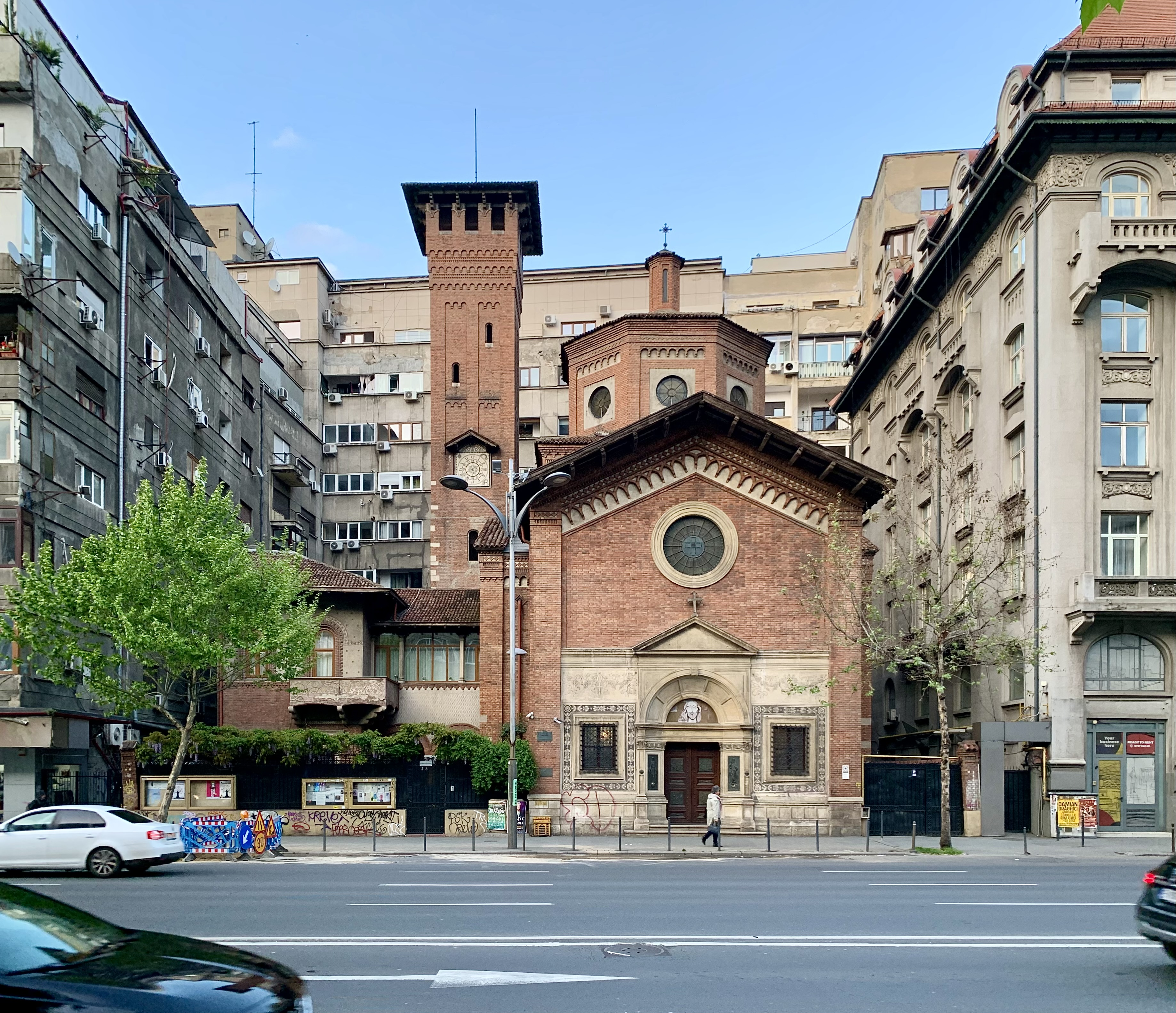
La Iglesia italiana del Santísimo Redentor (Biserica Italiană "Preasfântul Mântuitor") un templo católico que data de 1916

La comunidad judía de Bucarest tiene una larga historia que se remonta a varios siglos. El Templo del Coral es uno de los lugares de culto judíos más importantes de la ciudad y un testimonio de la rica herencia judía de Bucarest. A pesar de las dificultades históricas, la comunidad judía de Bucarest sigue siendo una parte vibrante de la vida religiosa y cultural de la ciudad.
El Islam también está presente en Bucarest, con una comunidad musulmana pequeña pero activa. La mezquita Carol I es el principal lugar de culto musulmán de la ciudad y un ejemplo de arquitectura islámica en Rumanía. La comunidad musulmana de Bucarest contribuye a la diversidad religiosa de la ciudad y promueve el diálogo interreligioso.
Además de estas religiones mayoritarias, Bucarest también acoge comunidades de otras confesiones y denominaciones, como el protestantismo y varias religiones orientales. Esta diversidad religiosa contribuye a la riqueza cultural de la ciudad y refleja su carácter cosmopolita.
La libertad religiosa está garantizada por la Constitución rumana, y el Gobierno promueve el diálogo interconfesional y la tolerancia. Las distintas comunidades religiosas de Bucarest mantienen relaciones cordiales y participan en iniciativas conjuntas para promover la paz y el entendimiento mutuo.

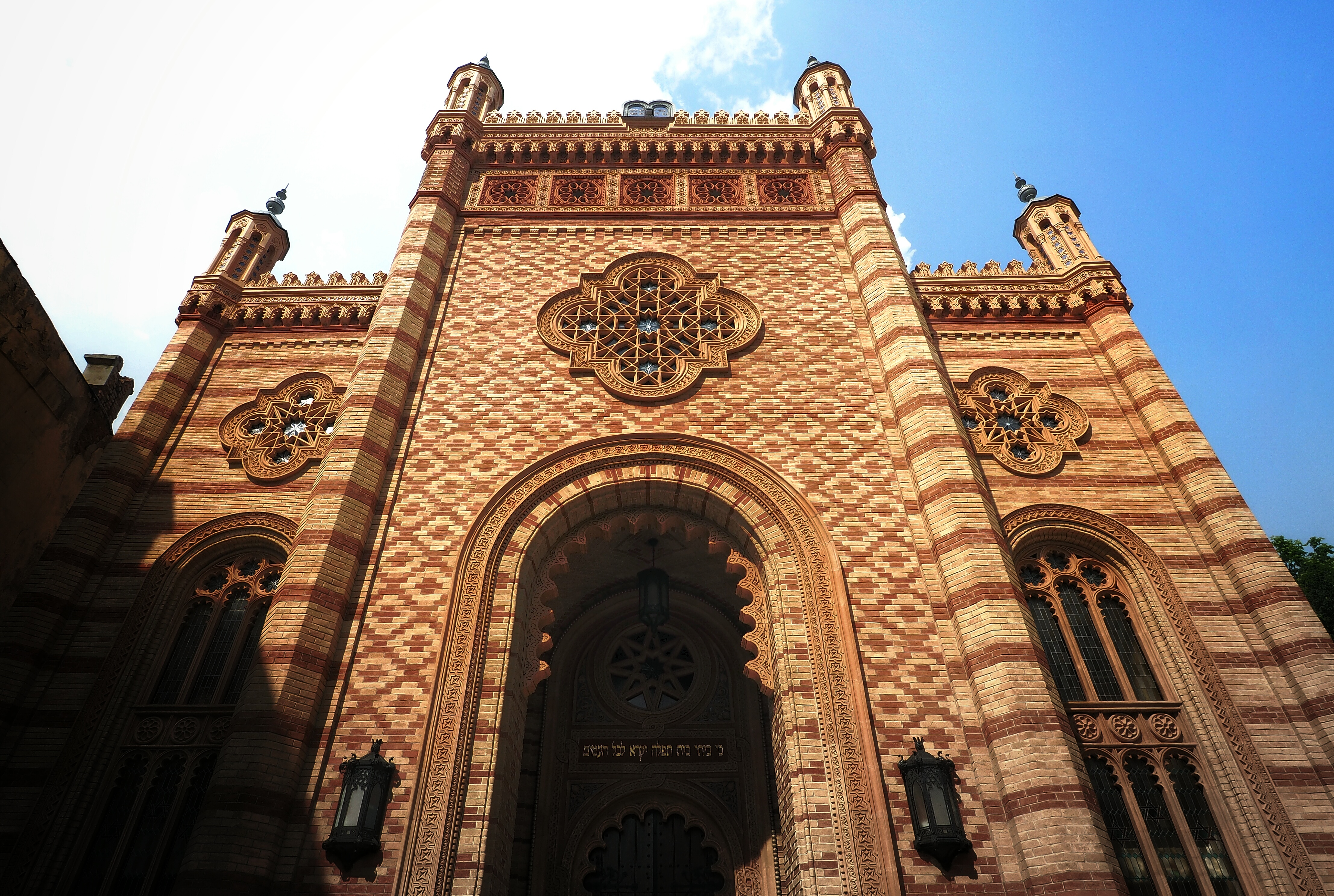
El Templo Coral una Sinagoga que es un monumento histórico de Rumania

La religión desempeña un papel importante en la vida de muchos bucarestinos, proporcionando un sentido de comunidad, identidad y valores. Las festividades religiosas son importantes ocasiones de celebración y reflexión, y las iglesias y otros lugares de culto son centros de actividad social y cultural.
La presencia de diferentes religiones en Bucarest también ha influido en la arquitectura, el arte y la música de la ciudad. Las iglesias, sinagogas y mezquitas de Bucarest son ejemplos del rico patrimonio arquitectónico de la ciudad, y la música religiosa y el arte sacro forman parte integral de la vida cultural de Bucarest.
En resumen, Bucarest es una ciudad con una rica diversidad religiosa, donde la Iglesia Ortodoxa Rumana desempeña un papel central, pero donde también coexisten comunidades de otras confesiones. El diálogo interconfesional y la tolerancia son valores importantes en la ciudad, y la religión sigue siendo una parte importante de la vida de muchos bucarestinos.

## Política y Gobierno

Palacio del Parlamento Rumano en 2024

Bucarest tiene una posición única en la administración rumana, ya que es el único municipio que no forma parte de un condado. Su población, sin embargo, es mayor que la de cualquier condado rumano, y por lo tanto el poder del Ayuntamiento General de Bucarest (Primăria Generală), que es el cuerpo del gobierno local de la ciudad, es aproximadamente el mismo, si no superior, al de los consejos de condado rumanos.
El gobierno municipal está a cargo de un alcalde (Primar General). Las decisiones son aprobadas y discutidas por el Consejo General (Consiliu General) compuesto por 55 concejales electos. Además, la ciudad está dividida en seis sectores administrativos (sectoare), cada uno de los cuales tiene su propio consejo sectorial de 27 escaños, el ayuntamiento y el alcalde. Los poderes de los gobiernos locales en un área determinada están compartidos por el Ayuntamiento de la ciudad de Bucarest y los consejos sectoriales locales con poca o ninguna superposición de autoridad. La regla general es que el Ayuntamiento es el responsable principal de los servicios públicos en toda la ciudad, como el sistema de agua, el sistema de transporte y el urbanismo, mientras que las salas del sector gestionan el contacto entre los individuos y el gobierno local, las calles secundarias, parques, escuelas y servicios de limpieza.

### Organización territorial

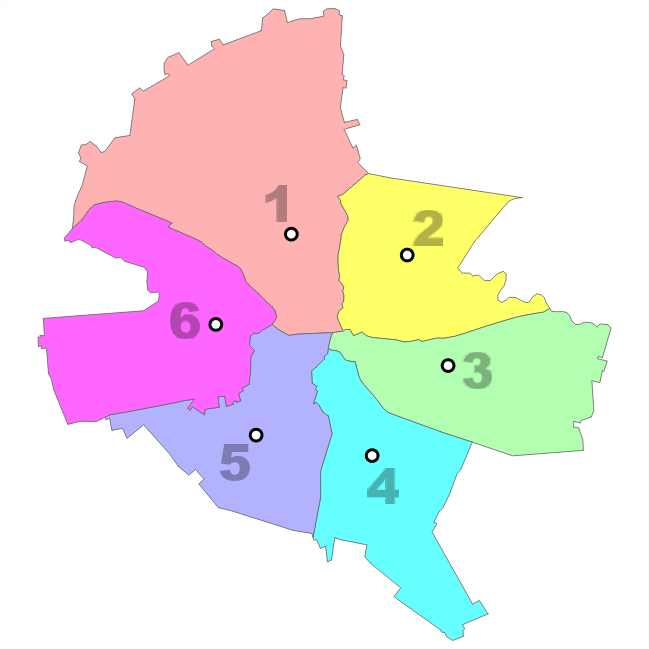
Los seis sectores de Bucarest

Los seis sectores se numeran de uno a seis y están dispuestos radialmente de modo que cada uno tiene bajo su administración una zona del centro de la ciudad. Se numeran en el sentido de las agujas del reloj y se subdividen en barrios (cartiere), que no son una división administrativa oficial. Los seis sectores son los siguientes:
- Sector 1: formado por los distritos de Dorobanți, Băneasa, Aviației, Pipera, Aviatorilor, Primăverii, Romană, Victoriei, Herăstrău Park, Bucureștii Noi, Dămăroaia, Străulești, Grivița, 1 Mai, Bosque de Băneasa, Pajura, Domenii y una pequeña parte de Giulești (concretamente, la parte en la que se ubica el estadio Giulești).
- Sector 2: formado por los distritos de Colentina, Obor, Pantelimon, Iancului, Tei, Floreasca, Moșilor, Vatra Luminoasă, Fundeni, Plumbuita, Ștefan cel Mare y Baicului.
- Sector 3: formado por los distritos de Vitan, Dudești, Titán, Centrul Civic, Dristor, Lipscani, Muncii y Unirii.
- Sector 4: formado por los distritos de Berceni, Olteniței, Giurgiului, Văcărești, Timpuri Noi y Tineretului.
- Sector 5: formado por los distritos de Rahova, Ferentari, Cotroceni, 13 Septembrie, Dealul Spirii.
- Sector 6: formado por los distritos de Giulești, Crângași, Drumul Taberei, Militari, Grozăvești y Ghencea.

Como todos los otros consejos locales en Rumania, los consejos sectoriales, el Consejo General de Bucarest y el alcalde son elegidos cada cuatro años por la población. Además, Bucarest tiene un prefecto, que es nombrado por el gobierno central de Rumania. El prefecto no puede ser miembro de un partido político y su función es representar al gobierno nacional a nivel local, actuando como enlace y facilitando la aplicación de los planes nacionales de desarrollo y los programas de gobierno a nivel local.
La Municipalidad de Bucarest, junto con los alrededores del Condado de Ilfov, constituye la región de desarrollo de Bucarest, que es equivalente al NUTS-II de las regiones de la Unión Europea, y es utilizado por la Unión Europea y el Gobierno de Rumania para el análisis estadístico y el desarrollo regional. La región de desarrollo de Bucarest no es, sin embargo, una entidad administrativa.

### Composición del Consejo municipal
El Consejo general de Bucarest tiene la siguiente composición política, según los resultados de las elecciones locales rumanas de 2020: Partido Socialdemócrata, 21 ediles; Unión Salvar Rumanía, 17 ediles; Partido Nacional Liberal, 12 ediles; Partido del Movimiento Popular, 5 ediles.

### Sistema judicial
El sistema judicial de Bucarest es similar al de los demás condados rumanos. Cada uno de los seis sectores tiene su propio tribunal local de primera instancia (judecătorie), mientras que las apelaciones de las sentencias de estos tribunales, y los casos más graves, se dirigen al Tribunal de Bucarest, el tribunal municipal de la ciudad. El Tribunal de Apelación de Bucarest es competente para conocer las apelaciones contra las decisiones adoptadas por los tribunales de Bucarest y en cinco condados circundantes (Teleorman, Ialomiţa, Giurgiu, Călăraşi e Ilfov). En Bucarest también se encuentra la sede de la Corte Suprema de Rumania, el Tribunal Superior de Casación y Justicia, así como el Tribunal Constitucional de Rumania.
Bucarest tiene un cuerpo de policía municipal, la Policía de Bucarest (Poliția București), que es responsable de la vigilancia de la delincuencia en toda la ciudad, y cuenta con un número de divisiones. La Policía de Bucarest tiene su sede en el bulevar Ştefan cel Mare, en el centro de la ciudad, y los alrededores de la ciudad. A partir de 2004, cada Ayuntamiento de Sector también tiene bajo su administración una Comunidad de fuerza de Policía (Poliția Comunitară), que trata de asuntos de la comunidad local. Bucarest alberga también la inspección General de la Gendarmería y la Policía Nacional.

### Seguridad

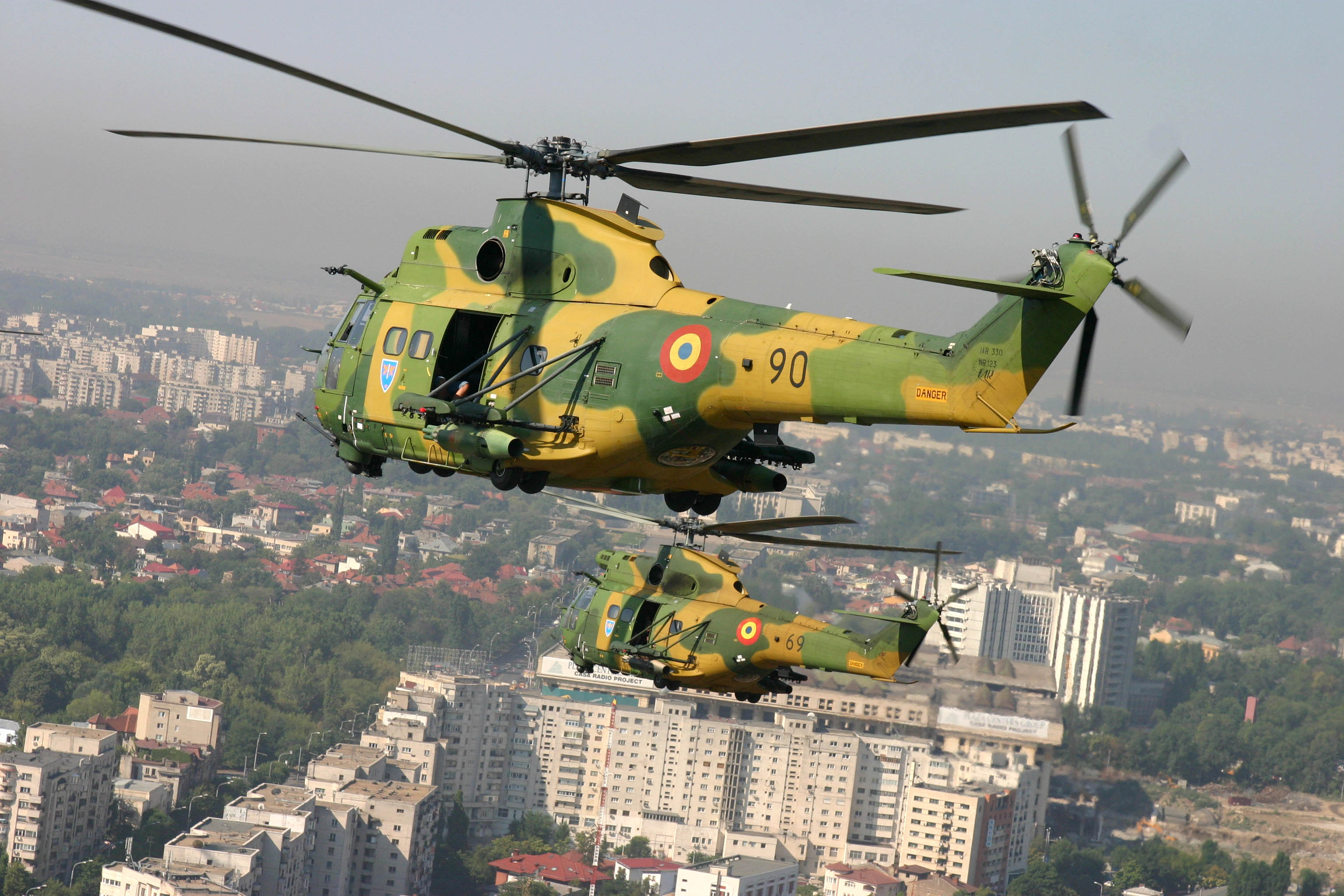
Helicópteros IAR 330 SOCAT del Ejército rumano sobrevuelan la ciudad.

La tasa de crimen de Bucarest es bastante baja en comparación con otras capitales europeas y el número de delitos totales bajaron en un 51 % entre 2000 y 2004. La tasa de criminalidad violenta en Bucarest sigue siendo muy baja, con once asesinatos y 983 otros delitos violentos que tuvieron lugar en 2007. Aunque en la década de 2000 hubo una serie de redadas policiales en las bandas del crimen organizado, como el clan Cămătaru, el crimen organizado en general tiene poco impacto en la vida pública. La pequeña delincuencia, sin embargo, es más común, en particular en forma de hurto, que ocurre principalmente en la red del transporte público urbano. Las estafas eran comunes en la década de 1990, especialmente en lo que respecta a los turistas, pero la frecuencia de estos incidentes ha disminuido desde entonces. Los niveles de criminalidad son más altos en los distritos del sur de la ciudad, sobre todo en Ferentari, una zona socialmente desfavorecida.
Aunque la presencia de niños de la calle era un problema en Bucarest, en la década de 1990, su número ha disminuido en los últimos años y ahora está por debajo de la media de las principales capitales europeas. Un documental llamado Children Underground representa la vida de los niños rumanos de la calle en 2001. Sin embargo, todavía hay unos 1 000 niños de la calle en la ciudad, algunos de los cuales se dedican a la delincuencia menor y a la mendicidad.

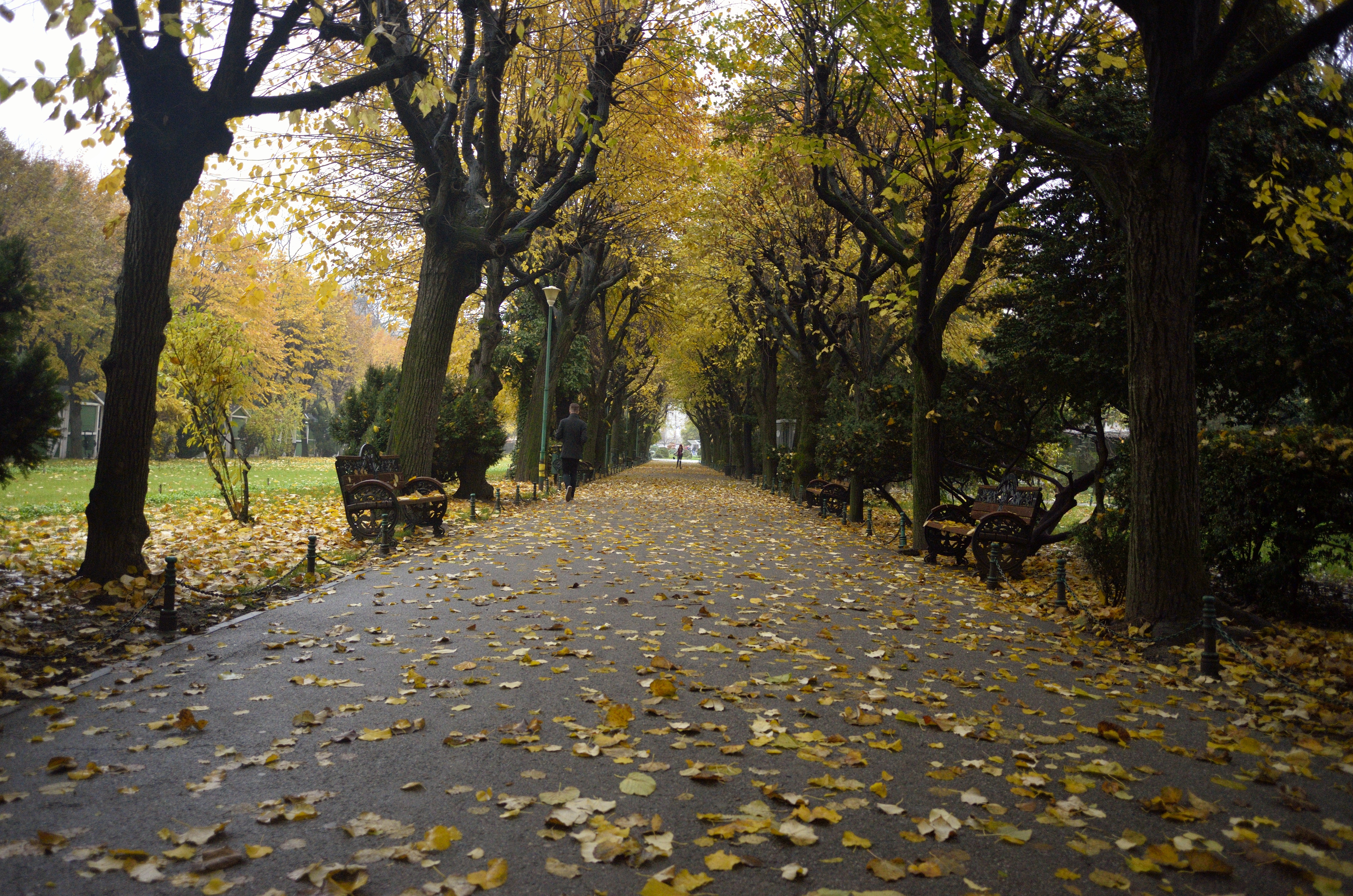
Uno de los numerosos parques de la ciudad

### Calidad de Vida
Según las encuestas internacionales Mercer sobre calidad de vida en ciudades de todo el mundo, Bucarest ocupaba el puesto 94 en 2001 y descendió hasta el 108 en 2009 y el 107 en 2010. Frente a ella, Viena ocupó el número uno mundial en 2011 y 2009. Varsovia ocupó el puesto 84, Estambul el 112, y sus vecinas Sofía el 114 y Belgrado el 136 (en la clasificación de 2010).
Mercer Human Resource Consulting publica anualmente una clasificación global de las ciudades más habitables del mundo basada en 39 aspectos clave de la calidad de vida. Entre ellos: estabilidad política, regulación del cambio de divisas, censura política y de los medios de comunicación, calidad escolar, vivienda, medio ambiente y seguridad pública. Mercer recopila datos en 215 ciudades de todo el mundo. La difícil situación de la calidad de vida en Bucarest queda confirmada también por un amplio estudio de urbanismo, realizado por la Universidad de Arquitectura y Urbanismo Ion Mincu.
En 2016, la situación urbana de Bucarest fue calificada de «crítica» por un informe de la Orden de Arquitectos de Rumanía (OAR) en el que se criticaban las débiles, incoherentes y arbitrarias políticas de gestión pública de la ciudad, la falta de transparencia y compromiso público de sus cargos electos, así como el uso inadecuado e insostenible de recursos urbanos esenciales. El centro histórico de Bucarest está catalogado como «en peligro» por el World Monuments Watch (a partir de 2016).
Aunque muchos barrios, sobre todo en la parte sur de la ciudad, carecen de suficientes espacios verdes, ya que están formados por bloques de viviendas hacinados y de alta densidad, Bucarest también cuenta con muchos parques.
En 2024, Bucarest fue clasificada por la publicación digital Freaking Nomads como la novena mejor ciudad del mundo para los nómadas digitales, debido a su elaborada y diversa arquitectura, una escena artística con algunas de las mejores galerías, museos y teatros del mundo, y sus tranquilos parques.

## Economía

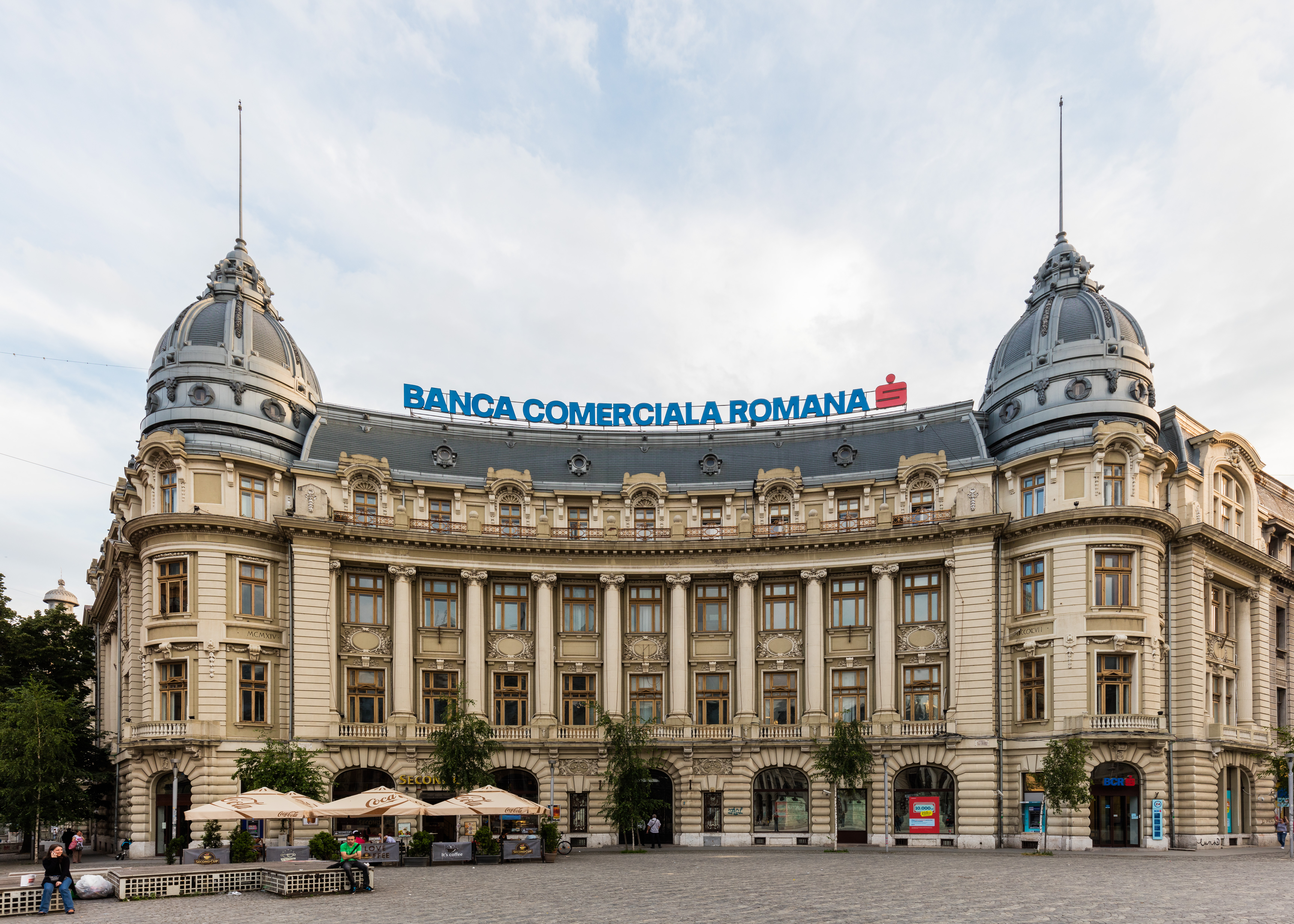
Sede de la Banca Comercial Rumana en Bucarest

Bucarest es la ciudad económicamente más desarrollada e industrializada de Rumania, produciendo alrededor 21 % del PIB del país y cerca de un cuarto de su producción industrial, mientras que solamente representa el 9 % de la población. Casi un tercio de los impuestos nacionales es pagado por los ciudadanos y las compañías de Bucarest. De acuerdo con el poder adquisitivo local, Bucarest tiene un PIB per cápita del 83,8 % del promedio europeo de la Unión (2006), y más de dos veces el promedio rumano. De acuerdo con el hecho de que Bucarest produce alrededor del 21 % del PIB rumano para una población de alrededor de dos millones, el PIB (PPP) per cápita de la ciudad sería de 20 057 USD. El fuerte desarrollo económico de la ciudad ha revitalizado la infraestructura y ha conducido al desarrollo de muchas alamedas de compras y edificios de oficinas y residenciales modernos de tipo torre y rascacielos. En septiembre de 2005, Bucarest tenía un índice de desempleo del 2,6 %, perceptiblemente más bajo que el índice de desempleo nacional del 5.7 %.
La economía de Bucarest se centra principalmente en la industria y los servicios, con estos últimos creciendo particularmente en importancia en los diez años pasados. La ciudad sirve como la jefatura de 186 000 firmas, incluyendo a casi todas las compañías rumanas importantes. Una fuente importante para el crecimiento desde el año 2000 ha sido el auge de la construcción en la ciudad, lo que ha dado lugar a un crecimiento significativo de este sector. Bucarest es también el centro más grande de Rumania para la tecnología y las comunicaciones de la información y es sede de varias compañías de software, incluyendo Softwin, que funciona internacionalmente. La Bolsa de Bucarest, que fue combinada en diciembre de 2005 con la bolsa de acciones electrónica basada en Bucarest, Rasdaq, es la más grande de Rumania.

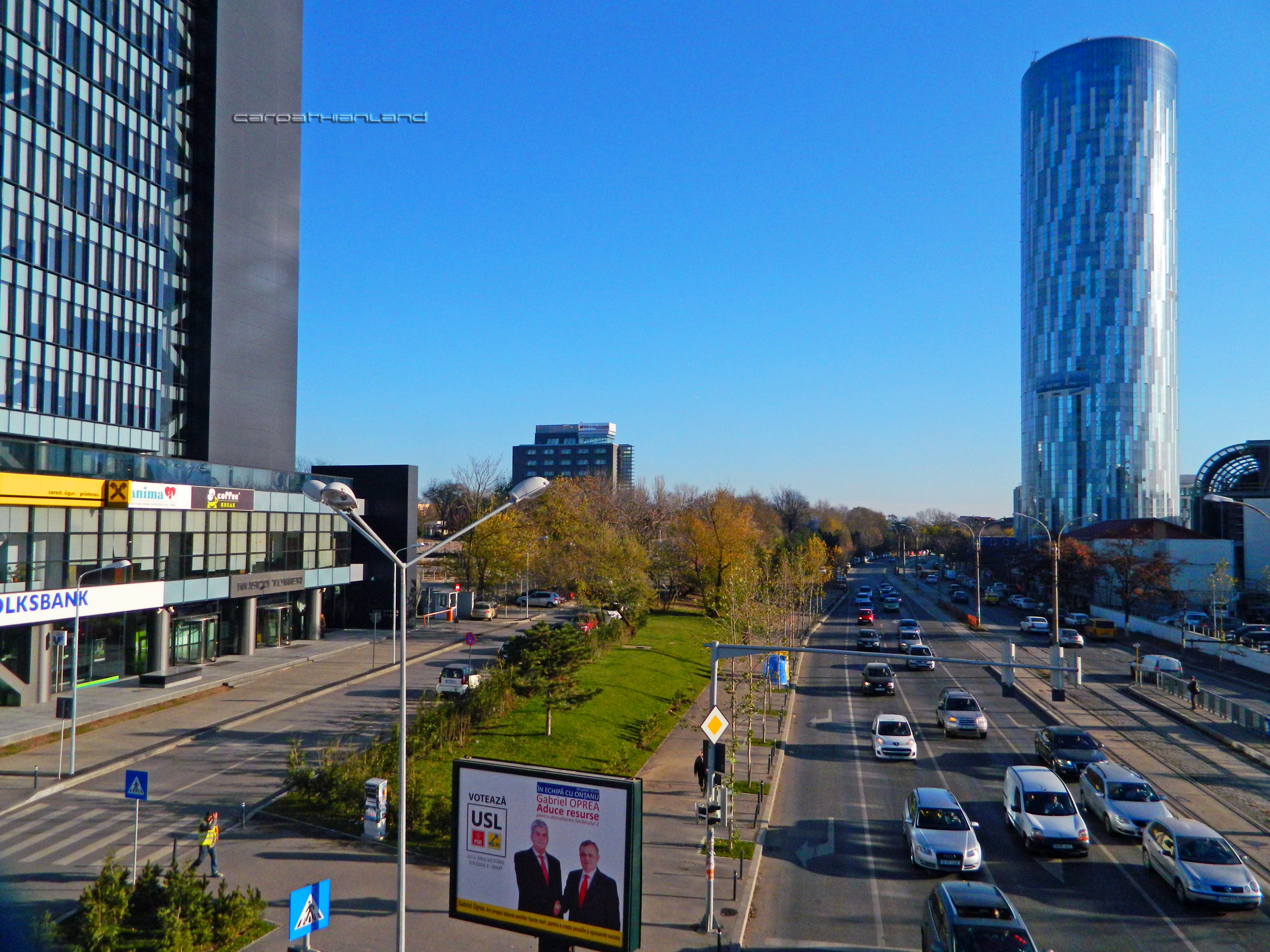
Un moderno edificio de Oficinas en Bucarest

La ciudad tiene un número de cadenas de supermercado internacionales tales como Carrefour, Cora y Makro. En este momento, la ciudad está experimentando un auge al por menor, con una gran cantidad de supermercados, e hipermercados, construyéndose cada año. Los centros de compras modernos más grandes de Bucarest son alameda de Bucarest, plaza Rumania, alameda de la ciudad, Jolie Ville Galleria y centro de compras de Unirea. Sin embargo, hay también una gran cantidad de mercados tradicionales; el que está en las cubiertas de Obor los bloques alrededor de las docena ciudades, y los almacenes grandes numerosos que no son oficialmente parte del mercado con eficacia agrega hasta un distrito del mercado casi dos veces ese tamaño.

## Cultura
Bucarest tiene una creciente escena cultural, en ámbitos como las artes visuales, las artes escénicas y la vida nocturna. A diferencia de otras partes de Rumania, como la costa del Mar Negro o Transilvania, la escena cultural de Bucarest no tiene un estilo definido, y en su lugar incorpora elementos de la cultura rumana e internacional.

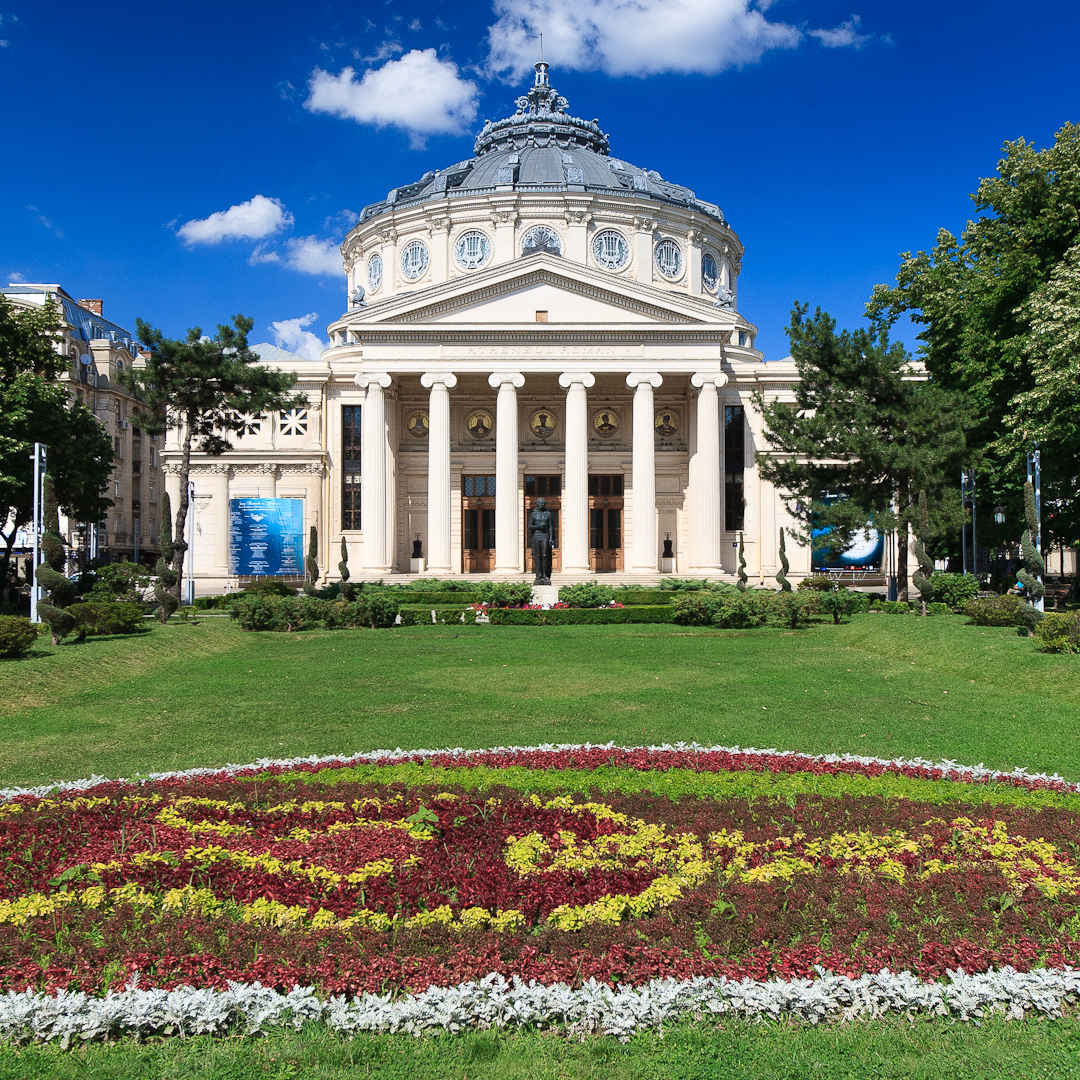
Ateneo Rumano

### Monumentos
Bucarest tiene emblemáticos edificios y monumentos. Quizás el más prominente de ellos es el Palacio del Parlamento, construido en la década de 1980 durante el régimen comunista de Nicolae Ceaușescu. Es el edificio administrativo más grande de Europa y el segundo más grande del mundo, el palacio alberga el Parlamento rumano (la Cámara de Diputados y el Senado), así como el Museo Nacional de Arte Contemporáneo. El edificio cuenta con uno de los centros de convenciones más grandes del mundo.
Otro monumento importante en Bucarest es Arcul de Triumf (Arco del Triunfo), construido en su forma actual en 1935 cuyo modelo es el Arco del Triunfo en París. Una señal más reciente de la ciudad es el Monumento del Renacimiento, un pilar de mármol estilizado inaugurado en 2005 para conmemorar a las víctimas de la Revolución rumana de 1989, que derrocó al comunismo. El monumento abstracto provocó controversia cuando se dio a conocer, siendo bautizado con nombres tales como "la aceituna en el palillo de dientes", ("măslina-n scobitoare"), como muchos argumentaron que no encaja en su entorno y cree que su elección fue basada en razones políticas.
El edificio del Ateneo Rumano es considerado como un símbolo de la cultura rumana y desde 2007 está en la lista de los lugares de interés del Patrimonio Europeo. Otros lugares de interés son el Museo Nacional de Arte de Rumanía, el Museo de Historia Natural "Grigore Antipa", Museo del Campesino Rumano (Muzeul Țăranului Român), el Museo Nacional de Historia y el Museo Militar.

### Artes visuales
En cuanto a las artes visuales, la ciudad cuenta con museos que ofrecen tanto el arte rumano clásico como contemporáneo, así como una selección de trabajos internacionales. El Museo Nacional de Arte de Rumania es tal vez el más conocido de los museos de Bucarest. Se encuentra ubicado en el Palacio Real e incluye colecciones de arte rumano medieval y moderno, con obras del escultor Constantin Brâncuși, así como una colección internacional reunida por la familia real rumana.

El Museo Nacional de Arte de Rumania

Otros museos, más pequeños, contienen colecciones especializadas. El Museo Zambaccian, que está situado en la antigua casa del coleccionista de arte Krikor H. Zambaccian contiene obras de reconocidos artistas rumanos, así como artistas internacionales como Paul Cézanne, Eugène Delacroix, Henri Matisse, Camille Pissarro, El Greco y Pablo Picasso.
El Museo Gheorghe Tattarescu contiene retratos de revolucionarios rumanos en el exilio, como Gheorghe Magheru, Ștefan Golescu, Nicolae Bălcescu y composiciones alegóricas con temas revolucionarios (Renacimiento de Rumania, 1849) y patrióticos (Unificación los Principados, 1857). El Museo Theodor Pallady está situado en una de las casas más antiguas de comerciantes que sobreviven en Bucarest e incluye obras de pintor rumano Theodor Pallady así como muebles europeos y orientales. El Museo de Colecciones de Arte contiene las colecciones de los aficionados al arte rumanos, entre ellos Krikor Zambaccian y Pallady Theodor.
Pese a las galerías de arte clásico y museos de la ciudad, también hay una importante escena artística contemporánea. El Museo Nacional de Arte Contemporáneo (MNAC), situado en un ala del Palacio del Parlamento, fue inaugurado en 2004 y contiene arte contemporáneo rumano e internacional. El MNAC también gestiona el MediaLab Kalinderu, que atiende al arte multimedia y experimental. También hay galerías de arte privadas de todo el centro de la ciudad.
El palacio del Banco Nacional de Rumanía alberga la colección numismática nacional. Las exhibiciones incluyen billetes, monedas, documentos, fotografías, mapas, plata y barras de lingotes de oro, monedas de oro, matrices y moldes. El edificio fue construido entre 1884 y 1890. La habitación tesauro contiene notables decoraciones de mármol.

### Artes escénicas
Las artes escénicas son uno de los elementos culturales más fuertes de Bucarest. La orquesta sinfónica más famosa es la Orquesta de Radio Nacional de Rumania. Uno de los edificios más destacados es el Ateneo Rumano neoclásico, que fue fundado en 1852, y ofrece conciertos de música clásica, el Festival George Enescu, y es sede de la Orquesta Filarmónica George Enescu.
Bucarest es la sede de la Ópera Nacional de Rumania, así como del Teatro Nacional Ion Luca Caragiale. Otro teatro muy conocido en Bucarest es el Teatro Estatal Judío, que cuenta con obras de teatro protagonizadas por la renombrada actriz rumana-judía Maia Morgenstern. Los teatros más pequeños de la ciudad atienden a géneros específicos, como el Teatro de la Comedia, el Teatro Nottara, el Teatro Bulandra, el Teatro Odeon y el teatro de Constantin Tănase.

### Música y vida nocturna

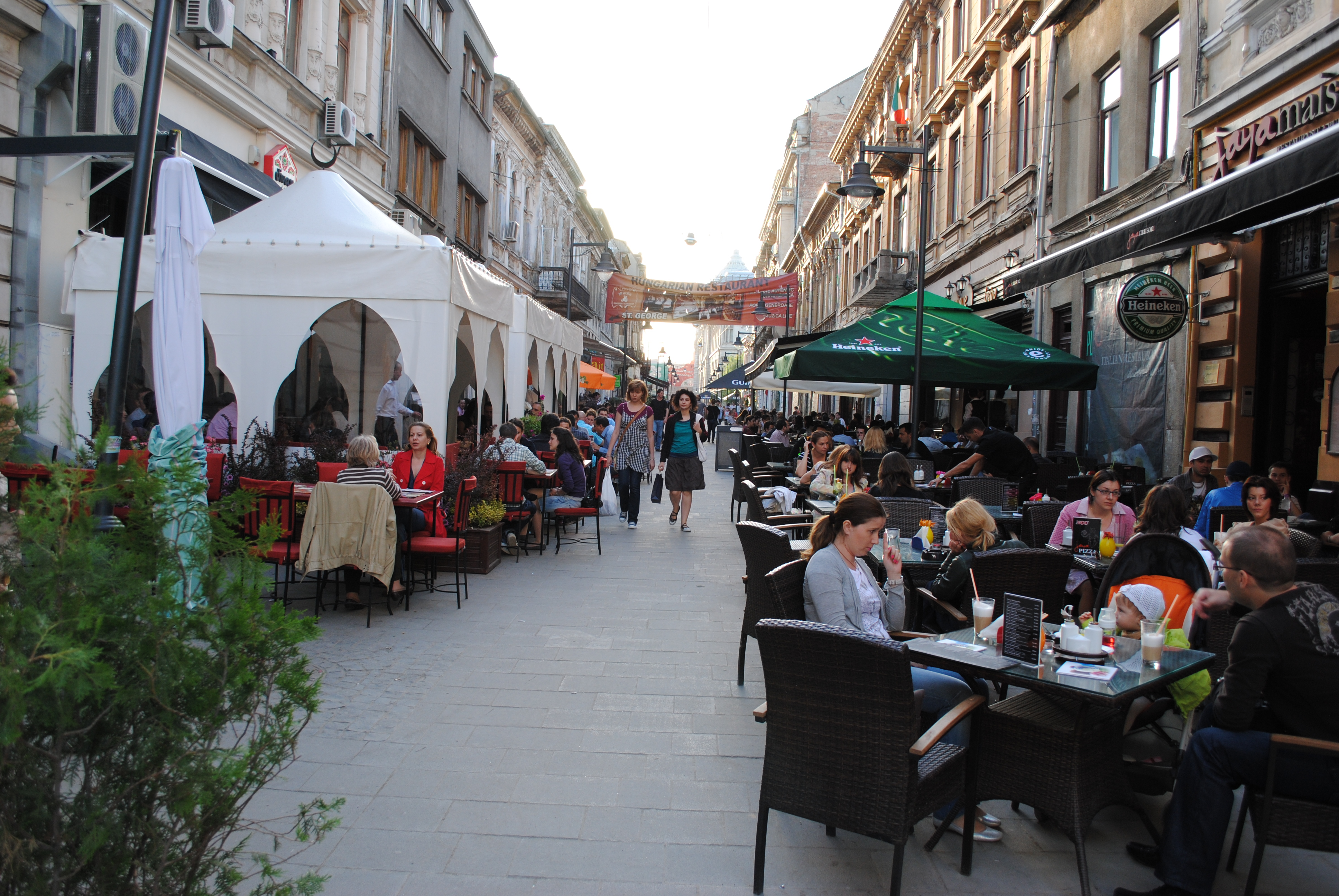
Strada Franceză en Lipscani

En Bucarest están los sellos discográficos y estudios de grabación más importantes de Rumania, y suele ser la residencia de los músicos rumanos. Bandas de rock de los años 1970 y 1980, como Iris y Holograf, continúan siendo populares, especialmente en los de mediana edad, mientras que desde el comienzo de la década de 1990 la escena rap se ha desarrollado con bandas y artistas de Bucarest como B.U.G. Mafia, Paraziţii o La Familia, que gozan de reconocimiento nacional e internacional.
La banda de pop-rock Taxi ha ido ganando el respeto internacional, al igual que los estridentes Spitalul de Urgenţă de la música tradicional rumana, y las cantantes que representaron a Rumania en Eurovisión Elena Gheorghe y Luminița Anghel. Si bien muchas discotecas pinchan manele, un género oriental y con influencia romaní muy popular en los distritos de Bucarest de la clase trabajadora, la ciudad tiene una rica escena de jazz y blues, y, en un grado aún mayor, música house/trance y heavy metal/punk. El perfil de Bucarest en jazz ha aumentado especialmente desde 2002, con la presencia de dos lugares, Green Hours y Art Jazz, así como la presencia estadounidense junto a los rumanos.
No hay una franja central en la vida nocturna de la capital, con lugares de entretenimiento dispersos por toda la ciudad, especialmente en Lipscani y Regie. La ciudad es sede de algunos de los mejores clubes de música electrónica en Europa, como Kristal Glam Club y Studio Martin. Algunos lugares destacables otras Gaia, Bamboo, Fratelli, Kulturhaus y Fábrica.

### Eventos culturales y festivales
Durante todo el año se celebran varios festivales culturales en Bucarest, pero la mayoría de estos tienen lugar en los meses de verano (junio, julio y agosto). La Ópera Nacional organiza anualmente el Festival Internacional de Ópera en mayo y junio. El festival incluye conjuntos y orquestas de todo el mundo.
La Sociedad del Ateneo Rumano acoge el Festival George Enescu en diferentes lugares de la ciudad en septiembre de cada dos años (años impares). El Museo del Campesino Rumano y el Museo del Pueblo organizan eventos durante todo el año mostrando artes folclóricas rumanas y artesanías.
En la década de 2000, debido a la creciente importancia de la comunidad china en Bucarest, se llevaron a cabo eventos culturales chinos. El primer festival chino oficialmente organizado fue el Festival del Año Nuevo Chino en febrero de 2005, que tuvo lugar en el parque Nichita Stănescu y fue organizado por el Ayuntamiento de la ciudad de Bucarest.

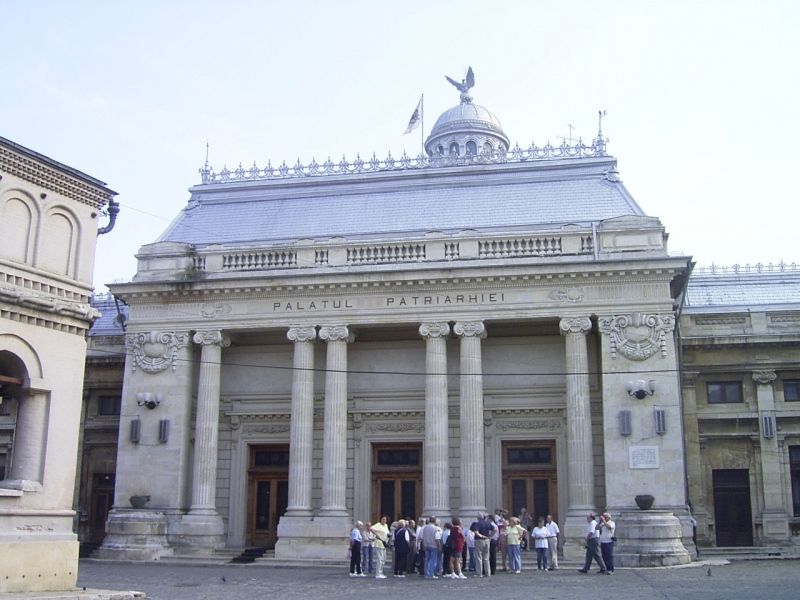
Palacio del Patriarcado Ortodoxo

En 2005, Bucarest fue la primera ciudad en el sureste de Europa en acoger la CowParade internacional, que se tradujo en decenas de esculturas de vacas decoradas que se colocaban a través de la ciudad. Desde ese mismo año, Bucarest tiene su propia bienal de arte contemporáneo, la Bienal de Bucarest.

### Cultura tradicional
La cultura tradicional rumana sigue teniendo una gran influencia en las artes como el teatro, el cine y la música. Bucarest tiene dos museos etnográficos de renombre internacional, el Museo del Campesino Rumano y el Museo del Pueblo al aire libre.
El Museo del Pueblo, en el parque Herăstrău, contiene 272 edificios auténticos y granjas campesinas de toda Rumania. Por su parte, el Museo del Campesino Rumano fue declarado Museo Europeo del año en 1996 y muestra productos textiles (especialmente trajes), iconos, cerámica y otros artilugios de la vida campesina rumana.
El Museo de Historia de Rumanía es otro importante museo de Bucarest, que contiene una colección de objetos que detallan la historia de Rumania y su cultura desde los tiempos prehistóricos, la época dacia, la Edad Media y la Edad Moderna.

### Cultura religiosa
Bucarest es la sede del Patriarcado de la Iglesia ortodoxa rumana, una de las iglesias ortodoxas orientales en comunión con el Patriarcado de Constantinopla, y también de sus subdivisiones, la metrópoli de Muntenia y Dobrudja y el Arzobispado ortodoxo de Bucarest. Los creyentes ortodoxos consideran a San Demetrio el santo patrón de la ciudad.
Bucarest es el centro cultural de las otras religiones y cultos en Rumania, incluido la principal organización católica de etnia rumana, la archidiócesis católica de Bucarest.

## Arquitectura
El centro de la ciudad es una mezcla de estilos arquitectónicos medievales, neoclásicos o modernistas, así como los edificios 'neo-rumanos' que datan de principios del siglo XX y una colección de edificios modernos de los años 1920 y 1930. La mayor parte utilitaria de la era arquitectónica comunista domina los distritos más meridionales. Las recientes estructuras contemporáneas como los rascacielos y edificios de oficinas completan el paisaje de Bucarest.

### Arquitectura histórica

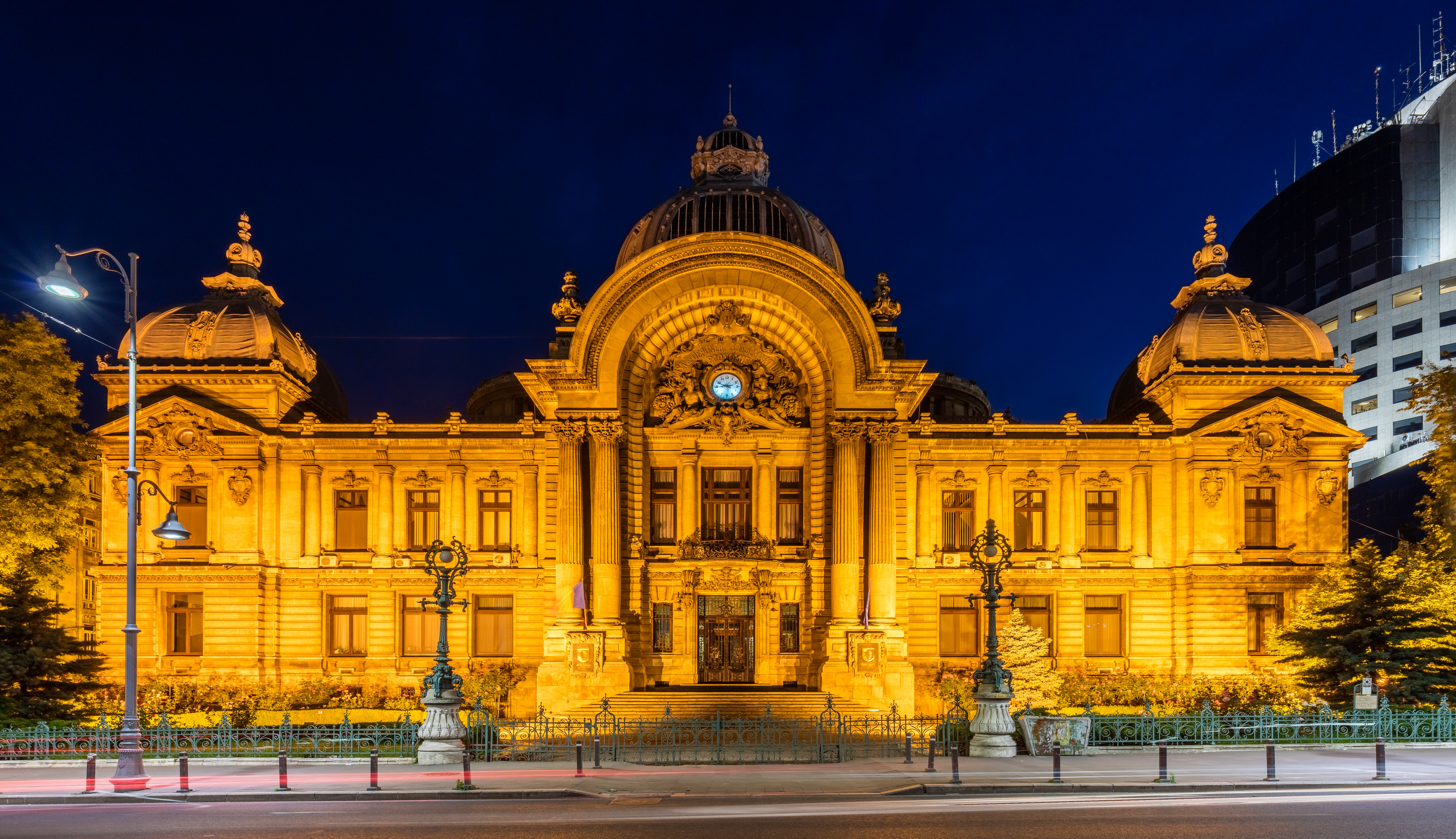
El Palacio CEC en Calea Victoriei, construido entre 1897 y 1900.

De la arquitectura medieval de la ciudad, la mayor parte de lo que ha sobrevivido hasta los tiempos modernos fue destruida por la sistematización comunista, incendios e incursiones militares. Los edificios medievales y renacentistas más notables siguen siendo los que están en la zona de Lipscani. Este distrito contiene edificios notables como el hotel Hanul lui Manuc y las ruinas de la antigua Corte (Curtea Veche), y durante la Baja Edad Media esta zona era el centro del comercio en Bucarest. Desde la década de 1970, el área pasó por cierta decadencia urbana, y muchos edificios históricos se fueron deteriorando. En 2005, el área de Lipscani pasó a ser peatonal y está en proceso de restauración.
El centro de la ciudad ha conservado la arquitectura de finales del siglo XIX y XX, en particular el período de entreguerras, que se considera a menudo como la "edad de oro" de la arquitectura de Bucarest. Durante este tiempo, la ciudad creció en tamaño y riqueza tratando de emular a otras grandes capitales europeas como París. Gran parte de la arquitectura de la época pertenece a una arquitectura moderna racionalista actual, dirigido por Horia Creangă y Marcel Janco. Un buen ejemplo de ese periodo es el histórico hotel Athénée Palace.
Dos edificios notables de esta época son el Palacio Crețulescu, instituciones culturales como el Centro Europeo de la UNESCO para la Educación Superior y el Palacio Cotroceni, que es la residencia del presidente de Rumania. Muchos grandes construcciones como la Gara de Nord, la principal estación ferroviaria de la ciudad, la sede del Banco Nacional de Rumania y el Palacio del Teléfono de Bucarest son de estos tiempos. En la década de 2000 se restauraron los edificios históricos del centro de la ciudad. En algunas zonas residenciales de la ciudad, sobre todo distritos de altos ingresos en el centro y el norte, existen casas del siglo XIX y XX, la mayoría de las cuales fueron restauradas a partir de finales de 1990.

### Arquitectura comunista
Una parte importante de la arquitectura de Bucarest está compuesta por edificios construidos durante la era comunista en sustitución de la arquitectura histórica con bloques de apartamento de alta densidad. En el centro histórico de Bucarest fueron demolidas grandes áreas de edificios históricos para construir uno de los edificios más grandes del mundo, el Palacio del Parlamento (entonces llamado oficialmente la Casa de la República). La Casa Presei Libere es otro de los mejores ejemplos de este tipo de arquitectura en la capital. En el proyecto de Nicolae Ceaușescu de sistematización nuevos edificios fueron construidos en zonas antes históricas que fueron arrasadas y luego listas para construir.
Uno de los mejores ejemplos de este tipo de arquitectura es el Centrul Civic, un desarrollo urbanístico que sustituyó una parte importante del centro histórico de la ciudad de Bucarest con gigantescos edificios utilitarios, principalmente con fachadas de mármol o travertino, inspirados en la arquitectura de Corea del Norte. La arquitectura de la era comunista también se puede encontrar en los barrios residenciales de Bucarest, principalmente en blocuri, que es el nombre que reciben los edificios de apartamentos con gran densidad de ocupación que albergan la mayoría de la población de la ciudad.

### Arquitectura contemporánea
Desde la caída del comunismo en 1989, varios edificios de la era comunista se han reformado, modernizado y utilizados para otros fines. Tal vez el mejor ejemplo de esto es la conversión de los obsoletos complejos de venta al por menor en centros comerciales. Estas salas gigantes circulares, que fueron llamadas extraoficialmente circ al foamei —"circos de hambre"— debido a la escasez de alimentos que se vivió en la década de 1980, se construyeron en la época de Ceauşescu para actuar como mercados de productos y refectorios, aunque la mayoría se quedaron sin terminar en el momento de la Revolución.

Plaza en la avenida Regina Elisabeta.

Los centros comerciales modernos, como el Unirea Shopping Center, Bucharest Mall, Plaza Romania y City Mall, surgieron en las estructuras preexistentes de los circos de hambre anteriores. Otro ejemplo es la conversión de una gran construcción utilitaria como el Centrul Cívica en un hotel Marriott. Este proceso se aceleró después de 2000, cuando la ciudad experimentó un boom inmobiliario y muchos edificios de la era comunista en el centro de la ciudad se convirtieron en bienes inmobiliarios de primer nivel debido a su ubicación. Muchos bloques de apartamentos de la era comunista también se han reformado para mejorar la apariencia urbana. Los edificios de esta época son, en su mayoría, edificados a base de vidrio y acero, y con frecuencia tienen más de diez plantas. Algunos ejemplos son los centros comerciales, nuevos edificios de oficinas o sedes bancarias.
A partir de 2005 se construyeron varios rascacielos de oficinas, sobre todo en el norte y este de la ciudad. Además, se tendió a agregar fachadas modernas a edificios históricos. El ejemplo más prominente de esto es el edificio del Colegio de Arquitectos de Bucarest, que es una construcción moderna de vidrio y acero construida dentro de una fachada de piedra histórica. En 2013, el horizonte de Bucarest se enriqueció con un edificio de oficinas de 137 m de altura (la SkyTower del Centro Floreasca), el edificio más alto de Rumanía. Ejemplos de rascacielos modernos construidos en el siglo XXI son el Bucarest Tower Centre, la Euro Tower, la Nusco Tower, la Cathedral Plaza, las City Gate Towers, el Rin Grand Hotel, Premium Plaza, Bucarest Corporate Centre, Millennium Business Centre, PGV Tower, Charles de Gaulle Plaza, Centro de desarrollo empresarial de Bucarest, Torre BRD y plaza financiera de Bucarest. A pesar de este desarrollo vertical, los arquitectos rumanos evitan diseñar edificios muy altos debido a su vulnerabilidad ante los terremotos.
Además de los edificios utilizados para negocios e instituciones, también se desarrollaron complejos residenciales, muchos de los cuales consisten en edificios de oficinas de gran altura y comunidades residenciales suburbanas. Un ejemplo de un nuevo complejo residencial de gran altura es Asmita Gardens. Estos desarrollos urbanísticos son cada vez más habituales en el norte de Bucarest, que está menos densamente poblado y que sirve de residencia a los bucarestinos de clase media y alta, debido al proceso de gentrificación que se está viviendo.

## Medios de comunicación
Bucarest es la sede de todas las redes nacionales de televisión, así como de periódicos y estaciones de radio nacionales. Los principales diarios de Bucarest son Evenimentul Zilei, Jurnalul Național, Cotidianul, România Liberă, Adevărul y Gândul. Durante la hora punta, los periódicos sensacionalistas Click!, Libertatea y Cancan son populares entre los viajeros.
Varios periódicos y publicaciones de los medios de comunicación tienen su sede en la Casa Presei Libere (la "Casa de la Prensa Libre"), un punto de referencia del norte de Bucarest, originalmente llamado Casa Scânteii debido a Scînteia, el periódico oficial de la República Socialista de Rumania comunista. La Casa Presei Libere no es el único punto de referencia de Bucarest que surgió de los medios de comunicación y la industria de las comunicaciones. El Palatul Telefoanelor (el "Palacio del Teléfono") fue el primer gran edificio modernista en Calea Victoriei, en el centro de la ciudad, y la enorme e inacabada Casa Radio de la era comunista se cierne sobre un parque cerca de la Opera.
Existen periódicos en lengua inglesa, que empezaron a estar disponibles a principios de 1930 y reaparecieron en la década de 1990. Hay dos diarios en inglés, el Bucharest Daily News y Nine O' Clock, así como revistas. También hay publicaciones en otros idiomas, tales como el diario en húngaro Új Magyar Szó.
Observator Cultural cubre la información artística de la ciudad, así como las revistas semanales gratuitas Șapte Seri ("Siete noches") y B24FUN, lista de eventos de entretenimiento. La ciudad es sede de la revista intelectual Dilema veche y la satírica Academia Cațavencu. Bucarest fue la ciudad anfitriona de la cuarta edición del Festival de Eurovisión Júnior en 2006.

## Transporte

### Transporte público
El sistema de transporte público de Bucarest es el más grande de Rumania y uno de los mayores de Europa. Se compone del Metro de Bucarest, así como un sistema de transporte de superficie dirigido por STB (Societatea de Transport București), que consiste en autobuses, tranvías, trolebuses y trenes ligeros. Además, existe un sistema de minibús privado. A partir de 2007, hay un límite de 10 000 licencias de taxi.

### Aéreo
La ciudad tiene dos aeropuertos: Aeropuerto Internacional de Bucarest-Henri Coandă (anteriormente Otopeni) y aeropuerto de Bucarest-Băneasa (anteriormente Băneasa). Delta Air Lines sirve Bucarest directamente desde Nueva York-JFK (aunque ha suspendido el servicio desde mediados de 2012). Henri Coandă es el aeropuerto más grande de Rumania con 5 millones de pasajeros en 2007 y el principal centro para el operador nacional TAROM.

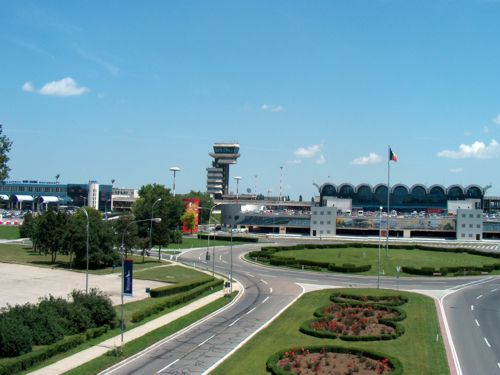
Aeropuerto Henri Coandă.

 Algunas de las aerolíneas que conectan directamente distintas ciudades españolas con Bucarest son Iberia, Air Europa, Vueling o Wizz Air.

### Ferrocarril
La principal estación de tren es Gara de Nord, o la estación del Norte, que proporciona conexiones a las principales ciudades de Rumania, así como destinos internacionales, como Belgrado, Budapest, Sofía, Viena, Praga, Moscú, Estambul, Chisináu, y muchas otras ciudades y capitales europeas. La ciudad también tiene otros cinco estaciones de ferrocarril dirigidos por MFR, las más importantes son Basarab (en las proximidades de la estación del Norte), Obor, Băneasa, Progresu, que están en proceso de ser integradas en un ferrocarril integrado, al servicio de Bucarest y el condado vecino de Ilfov. Desde Bucarest salen siete líneas principales. Es el origen de la mayor parte de las carreteras nacionales y autopistas del país, que conectan la ciudad a las principales ciudades de Rumania, así como a los países vecinos como Hungría, Bulgaria y Ucrania.

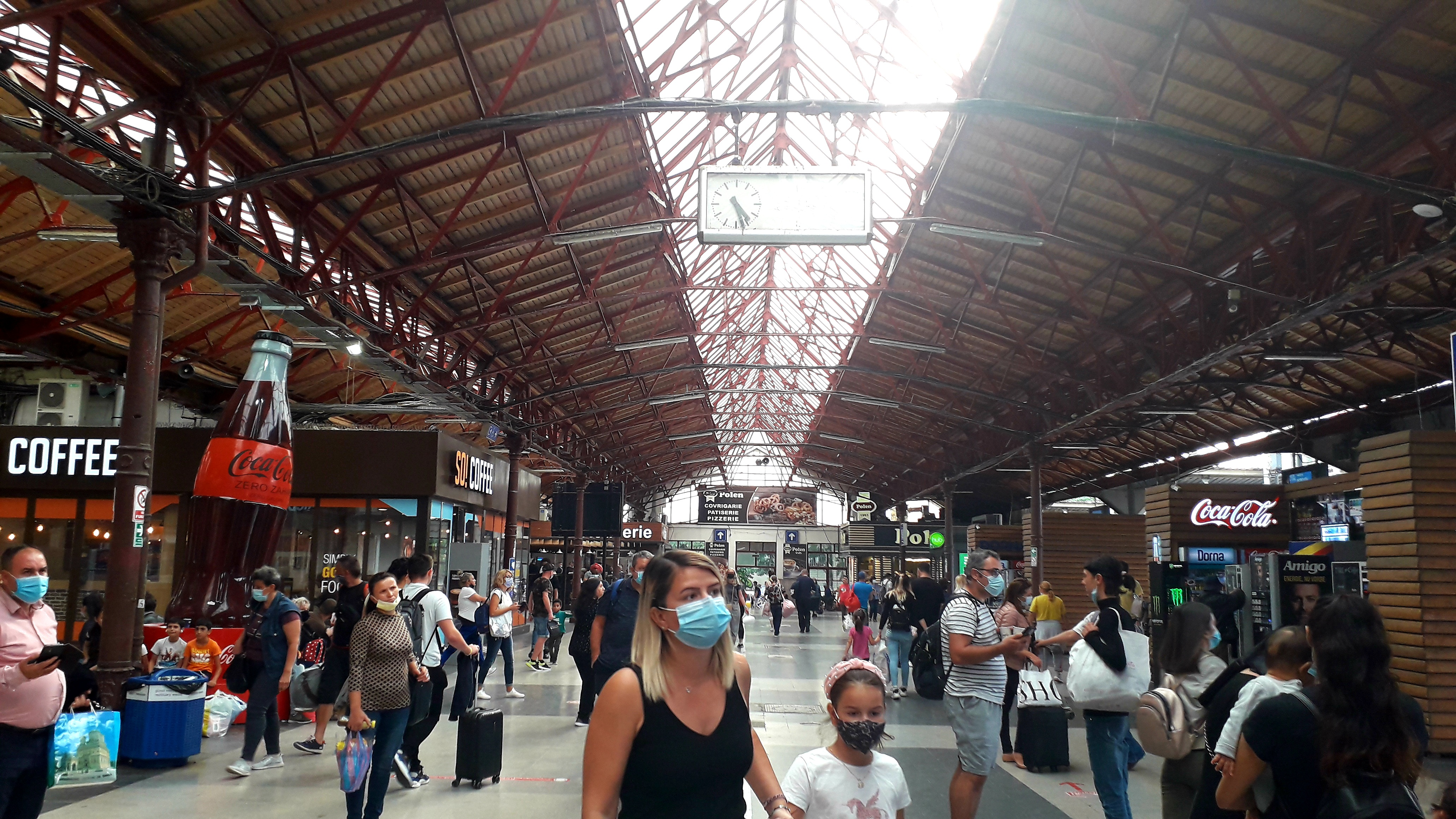
Gara de Nord

### Marítimo
A pesar de que está a las orillas de un río, Bucarest nunca ha funcionado como una ciudad portuaria, como otras ciudades rumanas como Constanța y Brăila.
Sin embargo, el canal Danubio-Bucarest, de unos 73 kilómetros de largo, se encuentra actualmente en construcción y se espera que sea un componente importante de las infraestructuras de transporte de la ciudad y que aumente ampliamente el tráfico marítimo.

## Deporte

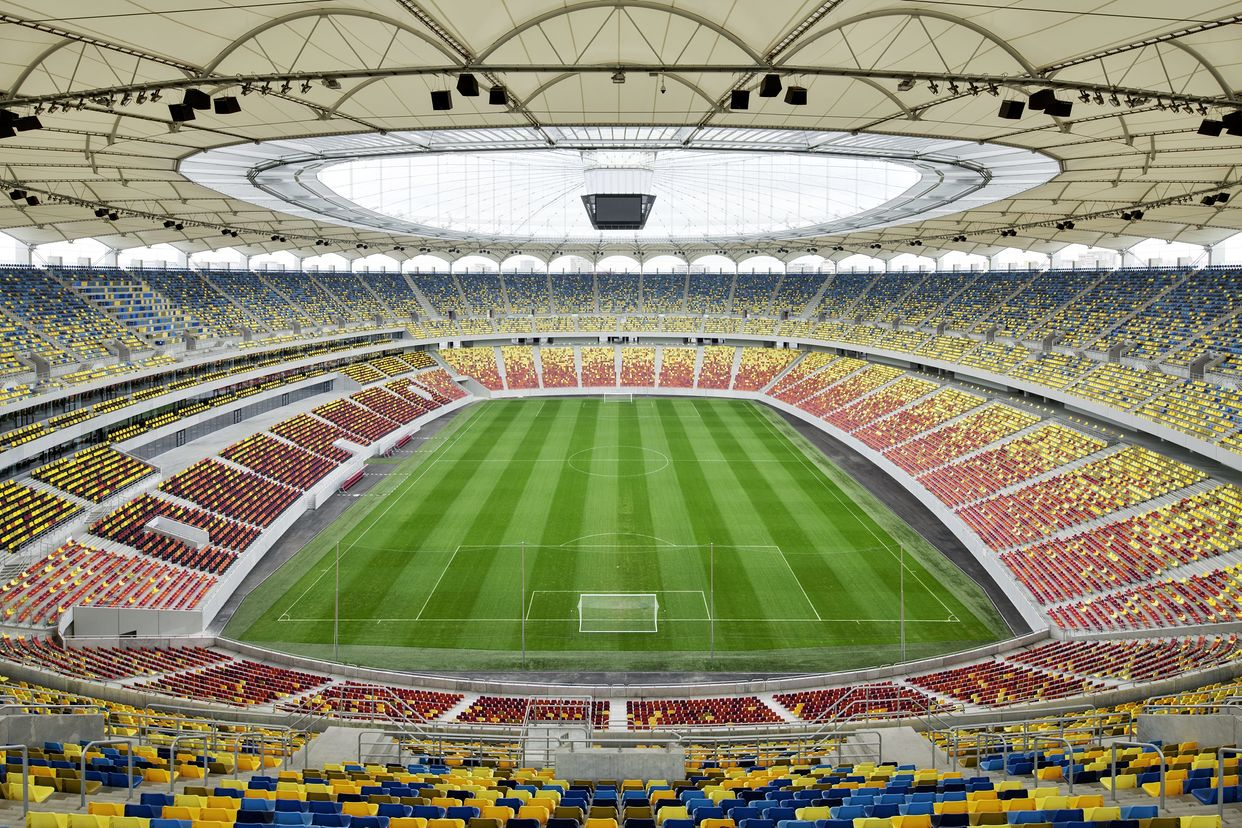
La Arena Nacional (Arena Națională) en Bucarest con capacidad para 55.000 espectadores

El «Derbi Eterno» entre el Steaua y el Dinamo es un acontecimiento destacado del calendario futbolístico rumano, que atrae a grandes multitudes y crea una atmósfera eléctrica en la ciudad.Estos clubes tienen una rica historia de éxitos, tanto nacionales como en competiciones europeas.
Sus partidos no son sólo acontecimientos deportivos, sino fenómenos culturales que unen y dividen a los habitantes de la ciudad.
Además del fútbol, Bucarest se interesa cada vez más por otros deportes. El baloncesto, el balonmano y el rugby están ganando popularidad, y los equipos locales compiten a escala nacional e internacional. La ciudad también ofrece varias instalaciones para la práctica de deportes recreativos, como pistas de tenis, piscinas y gimnasios, que satisfacen una amplia gama de intereses y niveles de habilidad.
Bucarest también ha sido sede de varios acontecimientos deportivos internacionales, lo que demuestra su capacidad para organizar y acoger competiciones a gran escala. Los modernos estadios y la infraestructura deportiva de la ciudad la han convertido en un lugar atractivo para acontecimientos como partidos de fútbol, torneos de rugby y competiciones de atletismo. Estos acontecimientos no sólo aportan beneficios económicos, sino que también promueven un sentimiento de orgullo y unidad nacionales.

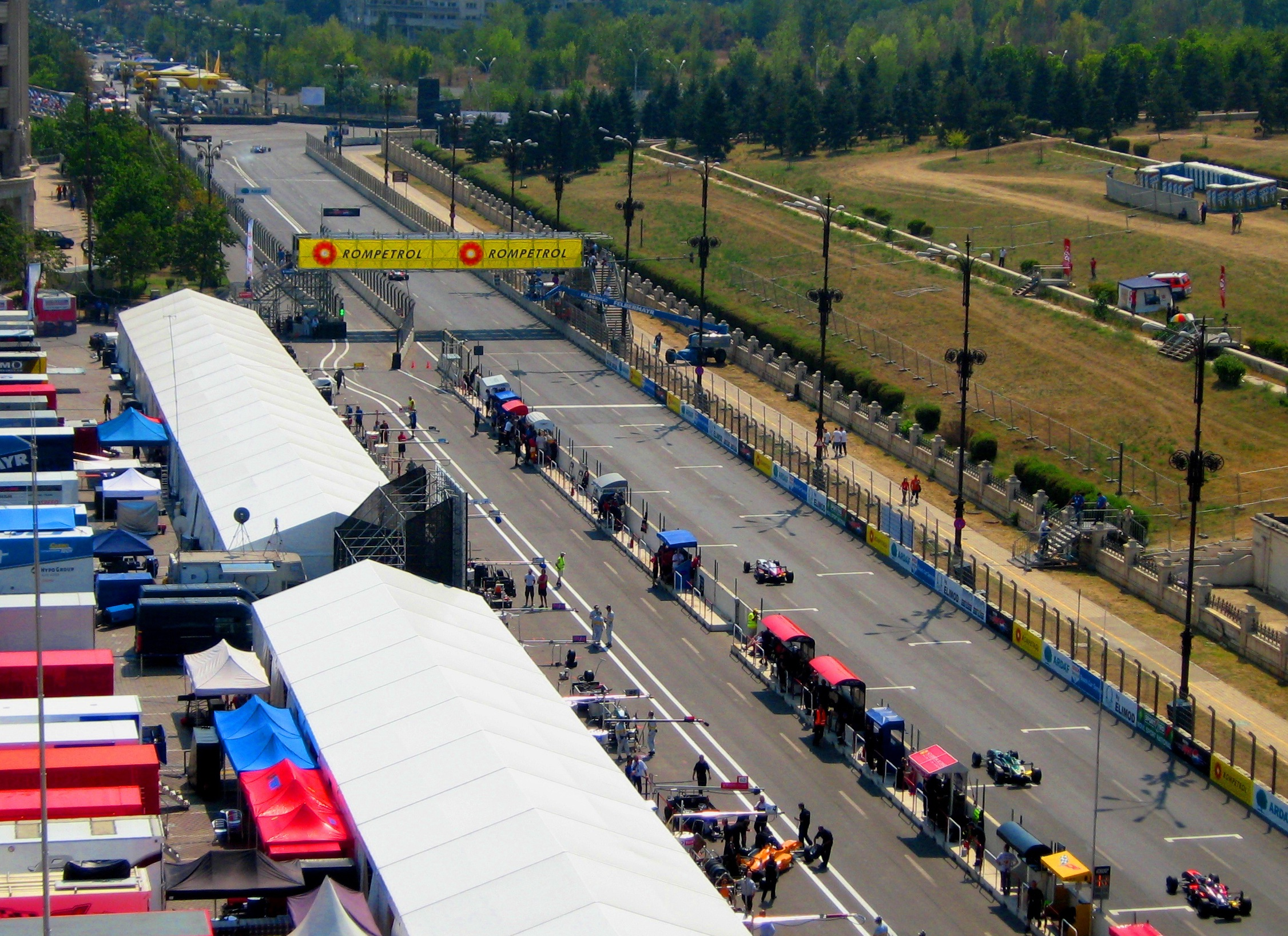
Bucharestring un circuito de Fórmula 3

Los parques y espacios verdes de la ciudad ofrecen oportunidades para practicar actividades al aire libre como footing, ciclismo y entrenamiento físico. El parque Herăstrău, uno de los más grandes de Bucarest, es un destino popular para quienes buscan practicar una actividad física y disfrutar del aire libre. El compromiso de la ciudad de proporcionar espacios recreativos fomenta un estilo de vida saludable y activo entre sus residentes.
La cultura deportiva de Bucarest también se refleja en sus instituciones educativas, donde la educación física y el deporte forman parte integral del plan de estudios. Las universidades y escuelas de la ciudad cuentan con instalaciones deportivas y equipos que compiten en diversas disciplinas, fomentando una cultura de atletismo y deportividad entre los jóvenes.
La infraestructura deportiva de la ciudad ha experimentado importantes mejoras en los últimos años, con la construcción de nuevos estadios y complejos deportivos. Estos avances no sólo han mejorado la capacidad de la ciudad para albergar grandes acontecimientos deportivos, sino que también han proporcionado mejores instalaciones a los atletas locales y a los entusiastas del deporte.
La cultura deportiva de Bucarest es un aspecto dinámico y evolutivo de la identidad de la ciudad. Desde las apasionadas rivalidades de sus clubes de fútbol hasta la creciente popularidad de otros deportes, Bucarest ofrece un variado abanico de oportunidades tanto a los atletas como a los aficionados al deporte. El compromiso de la ciudad con el deporte y la actividad física contribuye a su ambiente vibrante y enérgico.
| Equipo                          | Deporte | Competición | Estadio                              | Creación |
| ------------------------------- | ------- | ----------- | ------------------------------------ | -------- |
| Steaua de Bucarest              | Fútbol  | Liga I      | Stadionul Ghencea                    | 1947     |
| Dinamo Bucarest                 | Fútbol  | Liga I      | Stadionul Dinamo                     | 1948     |
| Rapid Bucarest                  | Fútbol  | Liga I      | Stadionul Giulești-Valentin Stănescu | 1923     |
| FC Juventus București           | Fútbol  | Liga II     | Stadionul Juventus Colentina         | 1992     |
| FC Sportul Studențesc București | Fútbol  | Liga IV     | Stadionul Regie                      | 1916     |
| AFC Progresul București         | Fútbol  | Liga IV     | Stadionul Cotroceni                  | 1944     |

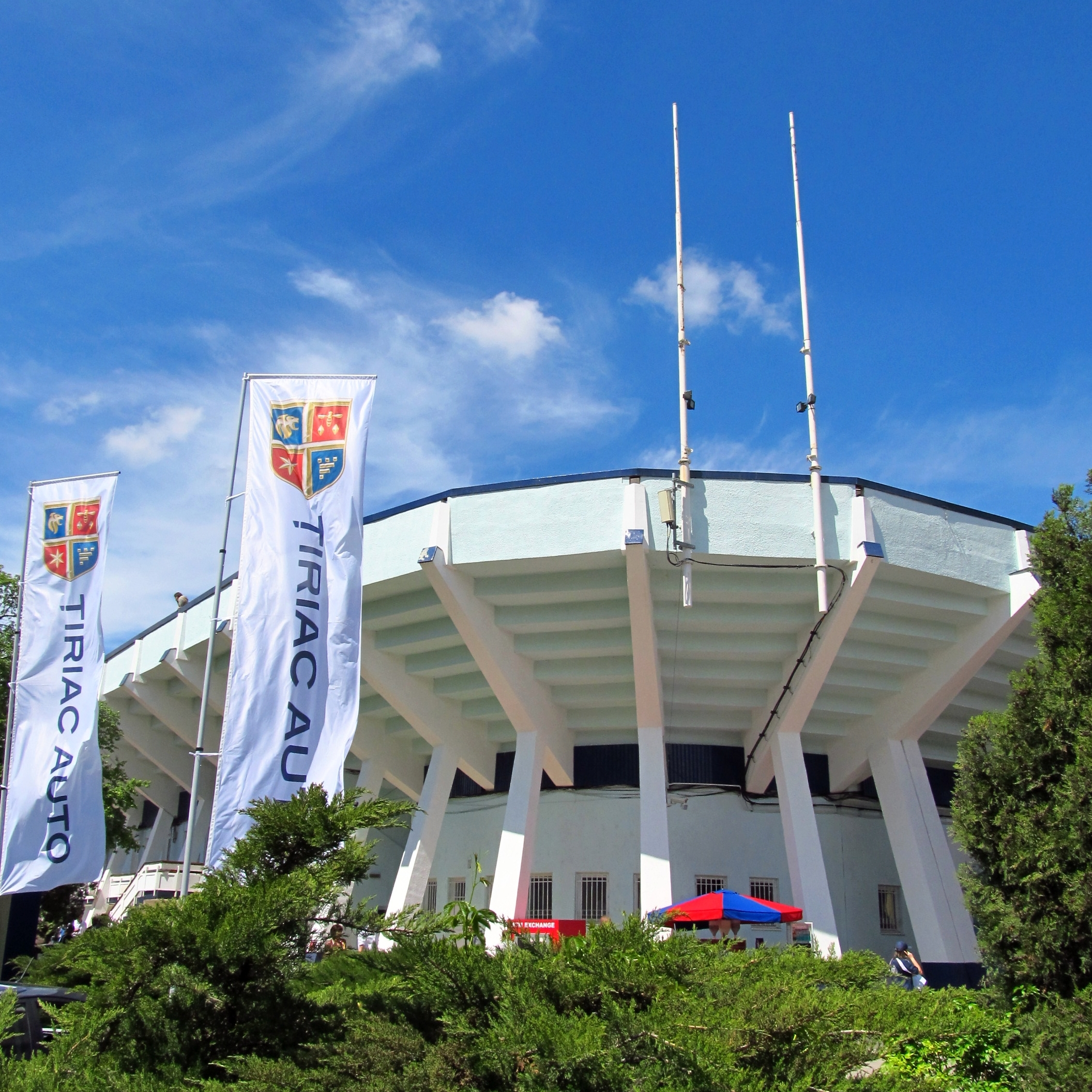
Arenele BNR donde se celebra entre otros eventos el Abierto de Bucarest

El Lia Manoliu fue el estadio nacional y el estadio más grande de Rumania, pero fue demolido para dar paso a un nuevo estadio, que fue sede de la final de la Europa League 2011-12. El nuevo estadio fue inaugurado el 6 de septiembre de 2011 y tiene una capacidad de cerca de 55 000 espectadores, lo que lo convierte en uno de los estadios más grandes de Europa del Este.

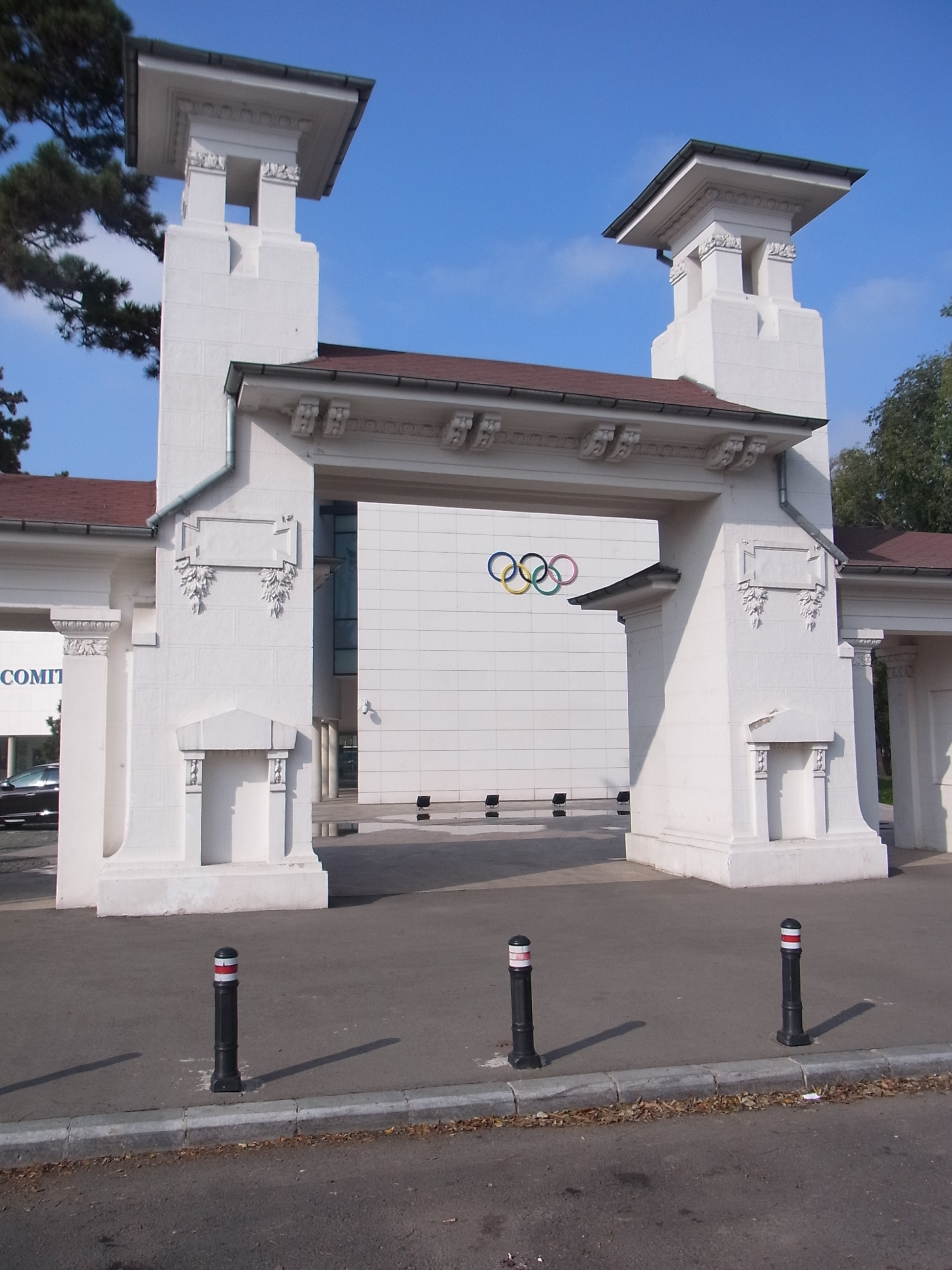
Museo del Deporte de Bucarest

Hay también un número de clubes deportivos de hockey sobre hielo, rugby, baloncesto, balonmano, waterpolo y voleibol. La mayoría de los atletas rumanos de pista, boxeadores y un gran número de gimnastas están afiliados a los clubes de Bucarest. En Bucarest se han celebrado varios campeonatos nacionales de gimnasia y atletismo.
La sala más grande de Bucarest es la Sala Polivalentă y tiene un aforo de 6000 espectadores. Con frecuencia se utiliza para conciertos, deportes de interior tales como voleibol, exposiciones y espectáculos.
A partir de 2007, Bucarest ha sido anfitrión de carreras anuales a lo largo de una pista temporal urbana que rodea el Palacio del Parlamento, llamado Bucharestring. El concurso se llama Bucharest City Challenge y ha acogido carreras de la FIA GT, FIA GT3, British F3 y la Copa Logan en 2007 y 2008. La edición de 2009 y 2010 no se celebró en Bucarest debido a una demanda. Bucarest GP, propiedad del controvertido empresario Nicolae Șerbu, ganó el juicio que se inició y será la sede de las carreras de la ciudad alrededor del Parlamento a partir de 2011 con la Auto GP.
Cada otoño, Bucarest alberga la competición de tenis internacional conocida como Torneo de Bucarest BCR, que está incluido en el circuito de la ATP. El torneo al aire libre se celebra en el complejo de tenis Arenele BNR. Los partidos de hockey sobre hielo se llevan a cabo en el Patinoarul Mihai Flamaropol, que posee 8 000 espectadores. Los partidos de rugby se llevan a cabo en diferentes lugares, pero el estadio más moderno es el Stadionul Arcul de Triumf, donde también juega el equipo nacional de rugby de Rumania.
| Predecesor: Ciudad de México | Universiadas 1981 | Sucesor: Edmonton |

## Ciudades hermanas
Bucarest está hermanada con las siguientes localidades:
| - Tirana, Albania (2007) - Río de Janeiro, Brasil (2002) - São Paulo, Brasil (2000) - Montreal, Canadá - Pekín, China (2005) - Nicosia, Chipre (2004) - Atenas, Grecia (1993) | - Budapest, Hungría (1991) - Amán, Jordania (1999) - Chisináu, Moldavia - Manila, Filipinas - Ankara, Turquía (1998) - Estambul, Turquía (2006) - Atlanta, Estados Unidos (1994) |